# Cumbre del G-20 de Buenos Aires
La Cumbre del G-20 de Buenos Aires  fue la decimotercera reunión del máximo nivel de representación del G20, correspondiente a los líderes de Estado. Se realizó entre el 30 de noviembre y el 1 de diciembre de 2018 en Buenos Aires (Argentina); siendo la primera vez que se organizó en Sudamérica.
A Argentina, representada por su presidente Mauricio Macri, le correspondió ejercer la presidencia rotativa anual del G20 desde el 30 de noviembre de 2017 hasta la finalización de la Cumbre, momento en el cual la presidencia pasó a Japón, representado por su primer ministro Shinzō Abe.

## Participantes

### Líderes

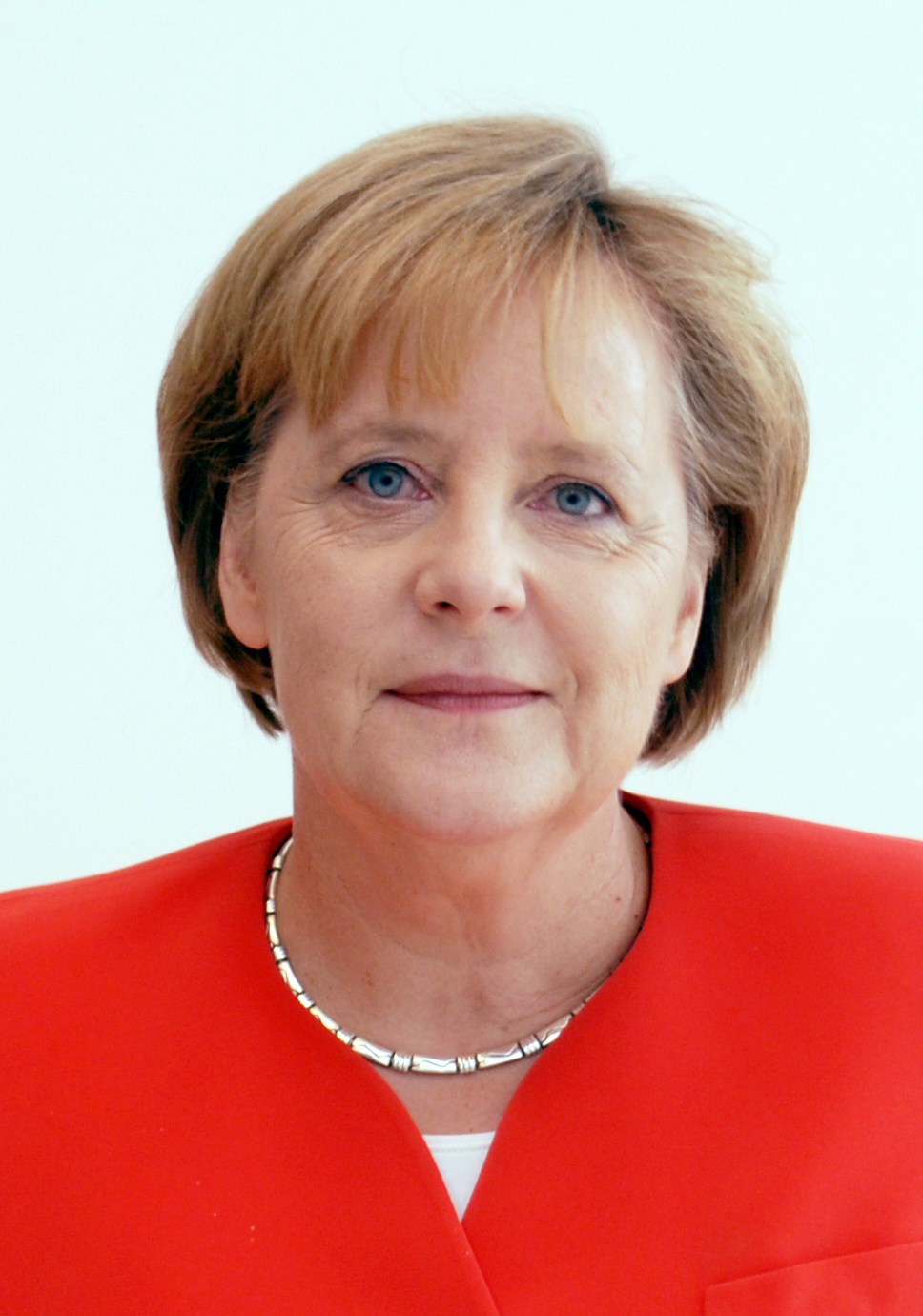
DEU Angela Merkel, canciller
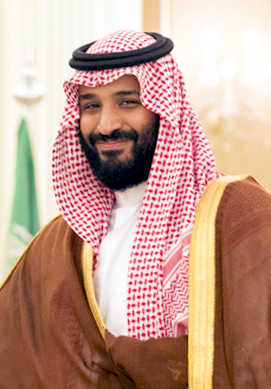
SAU Mohammad bin Salman Al Saud, príncipe heredero
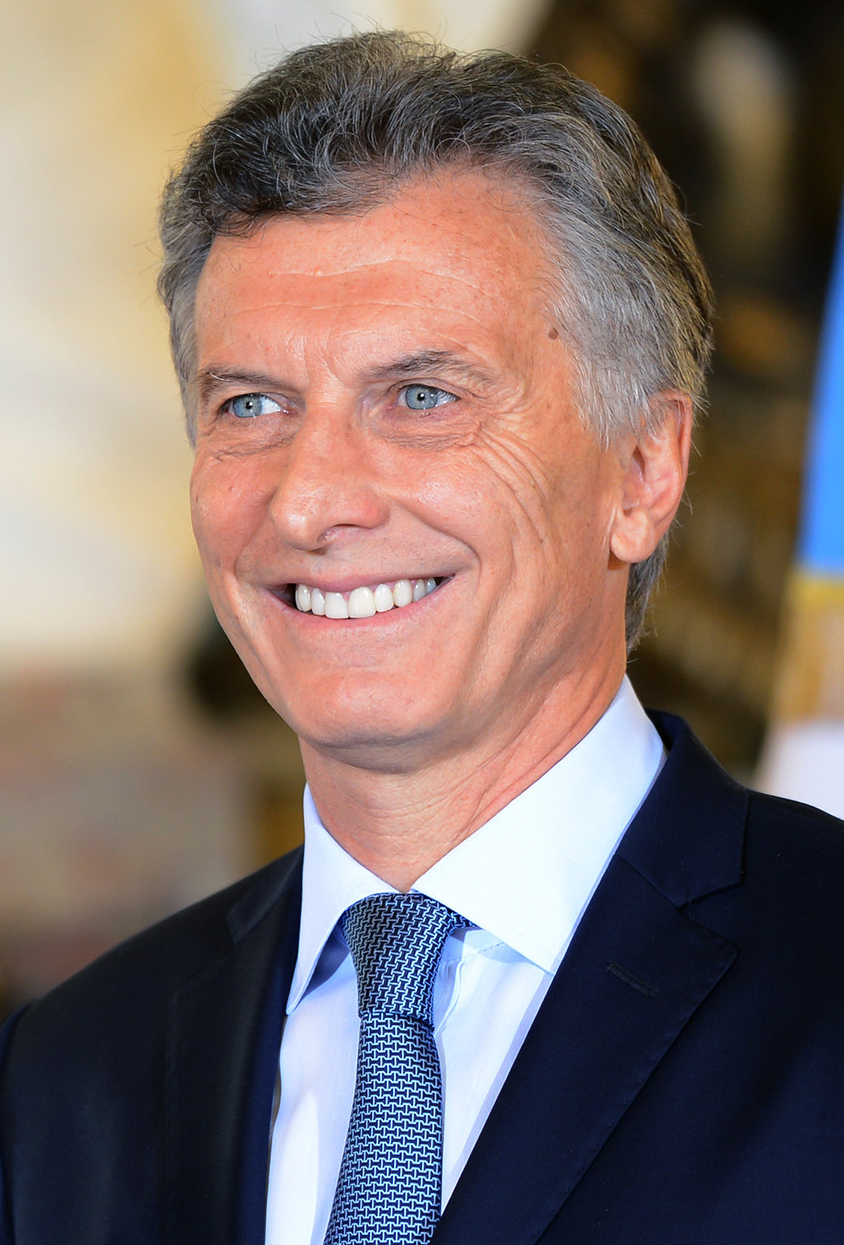
ARG Mauricio Macri, presidente (anfitrión)
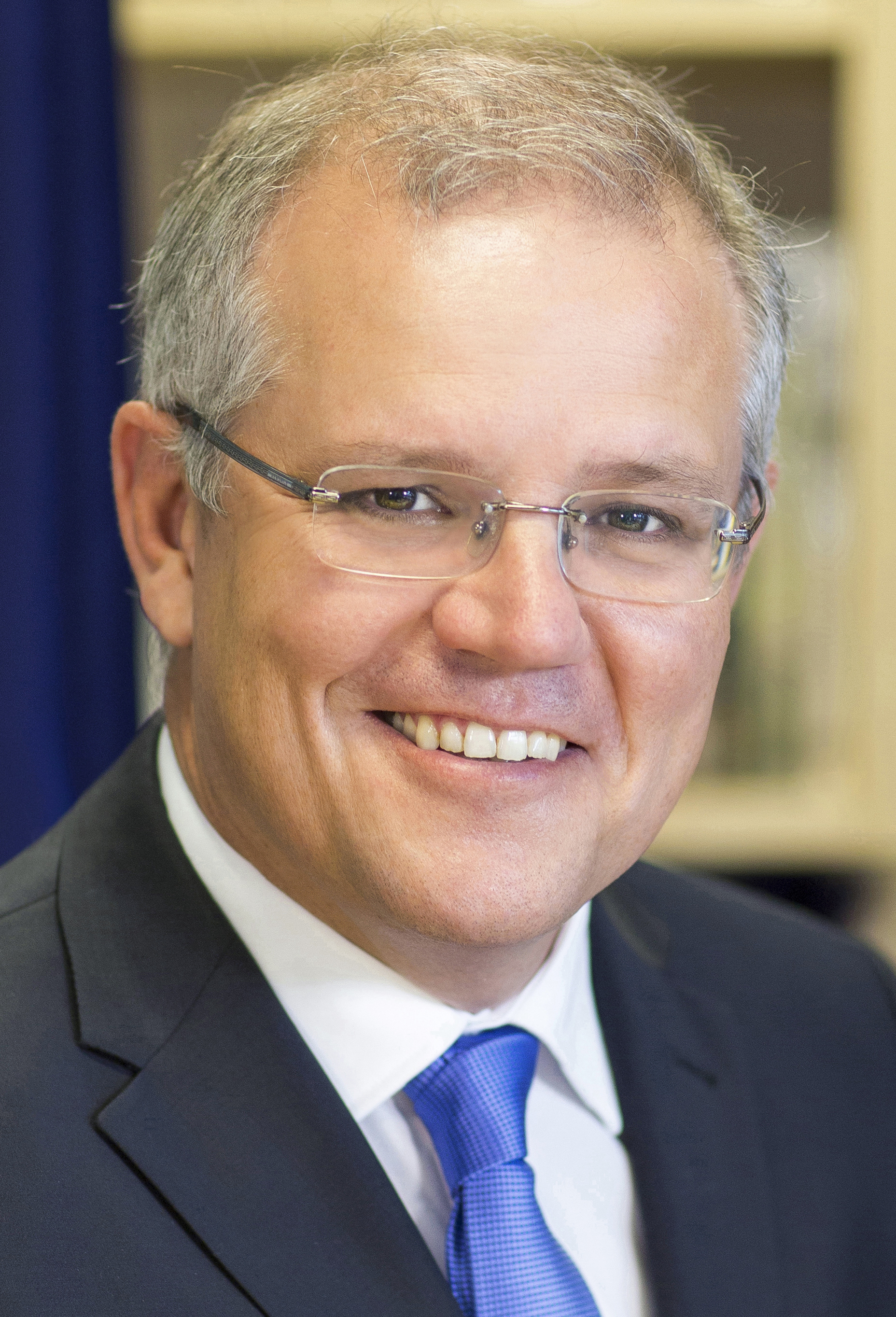
AUS Scott Morrison, primer ministro
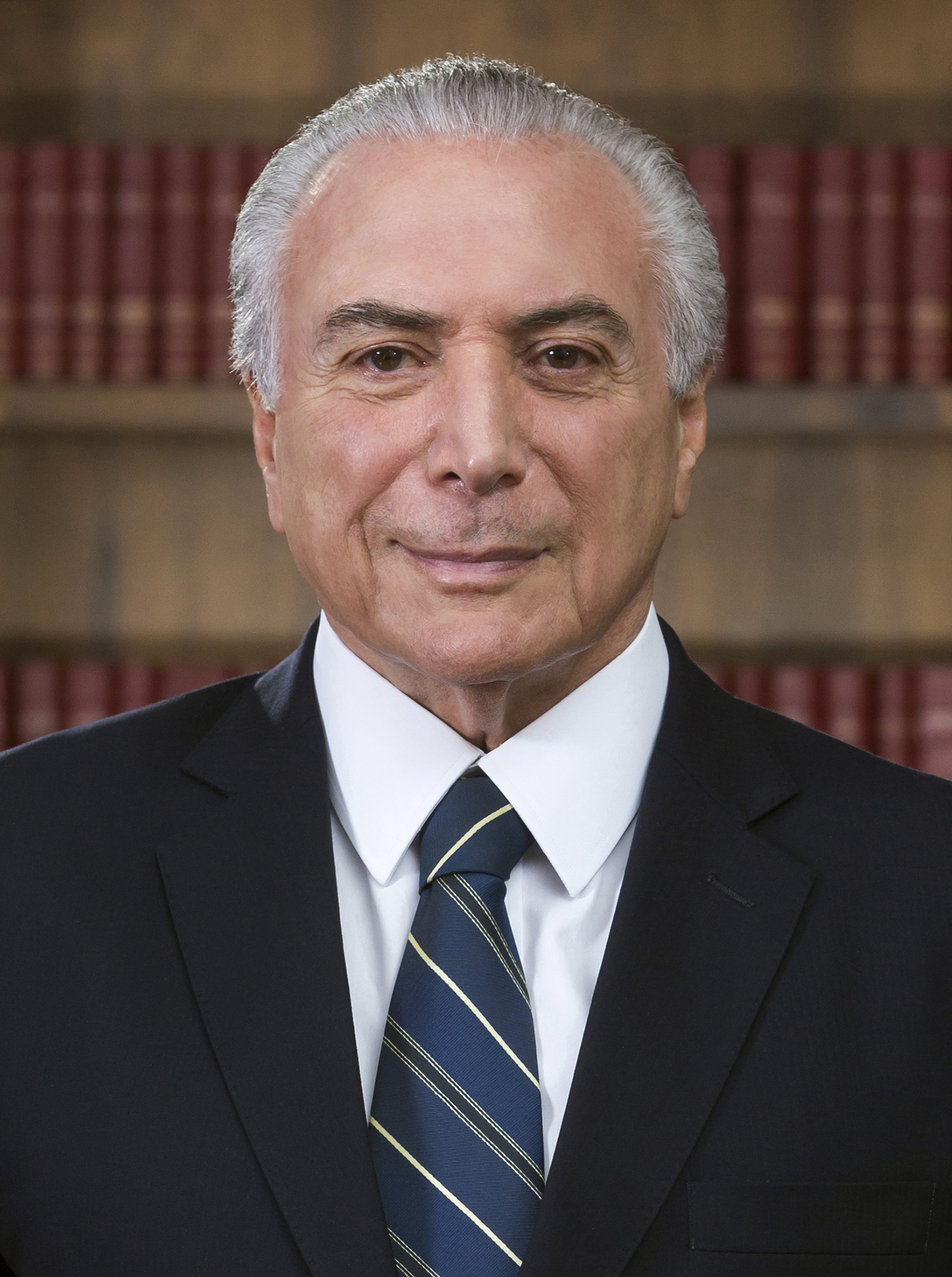
BRA Michel Temer, presidente
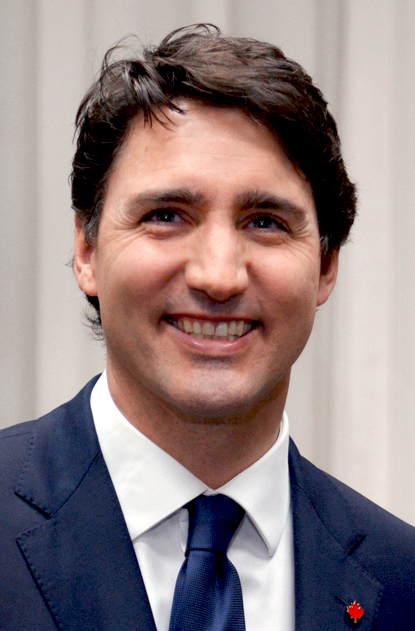
CAN Justin Trudeau, primer ministro
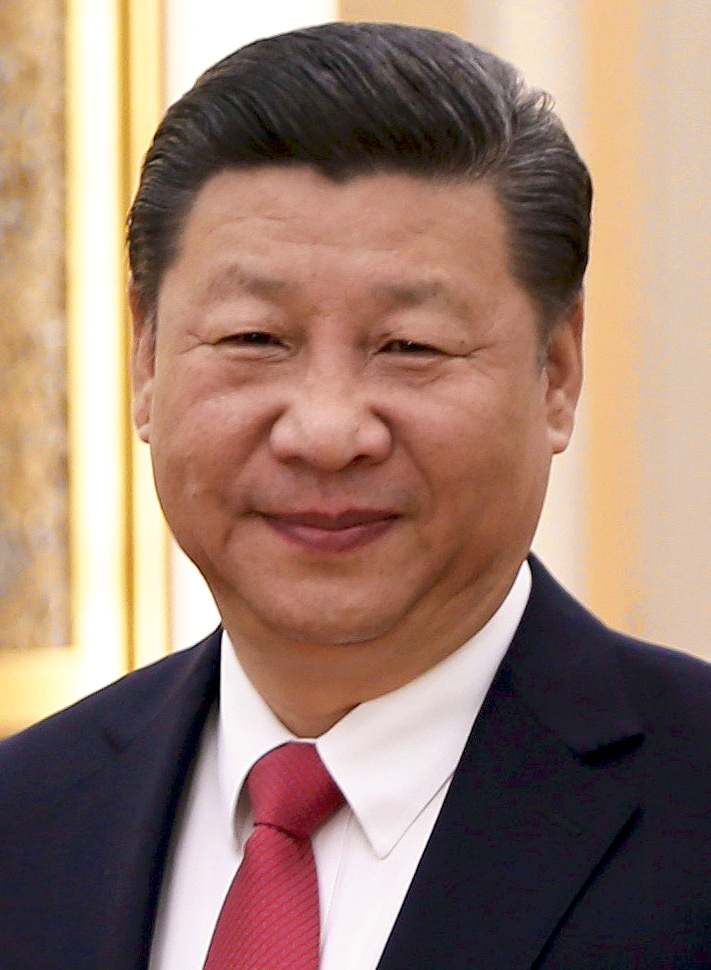
CHN Xi Jinping, presidente
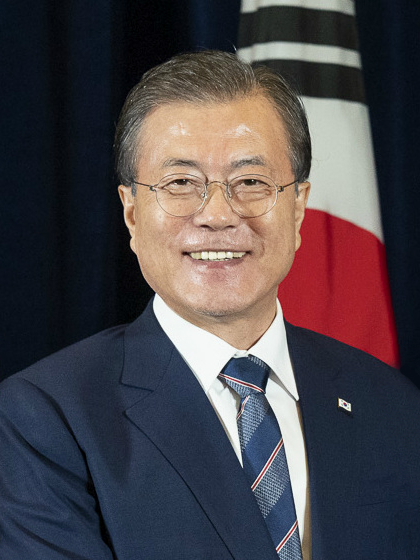
KOR Moon Jae-in, presidente
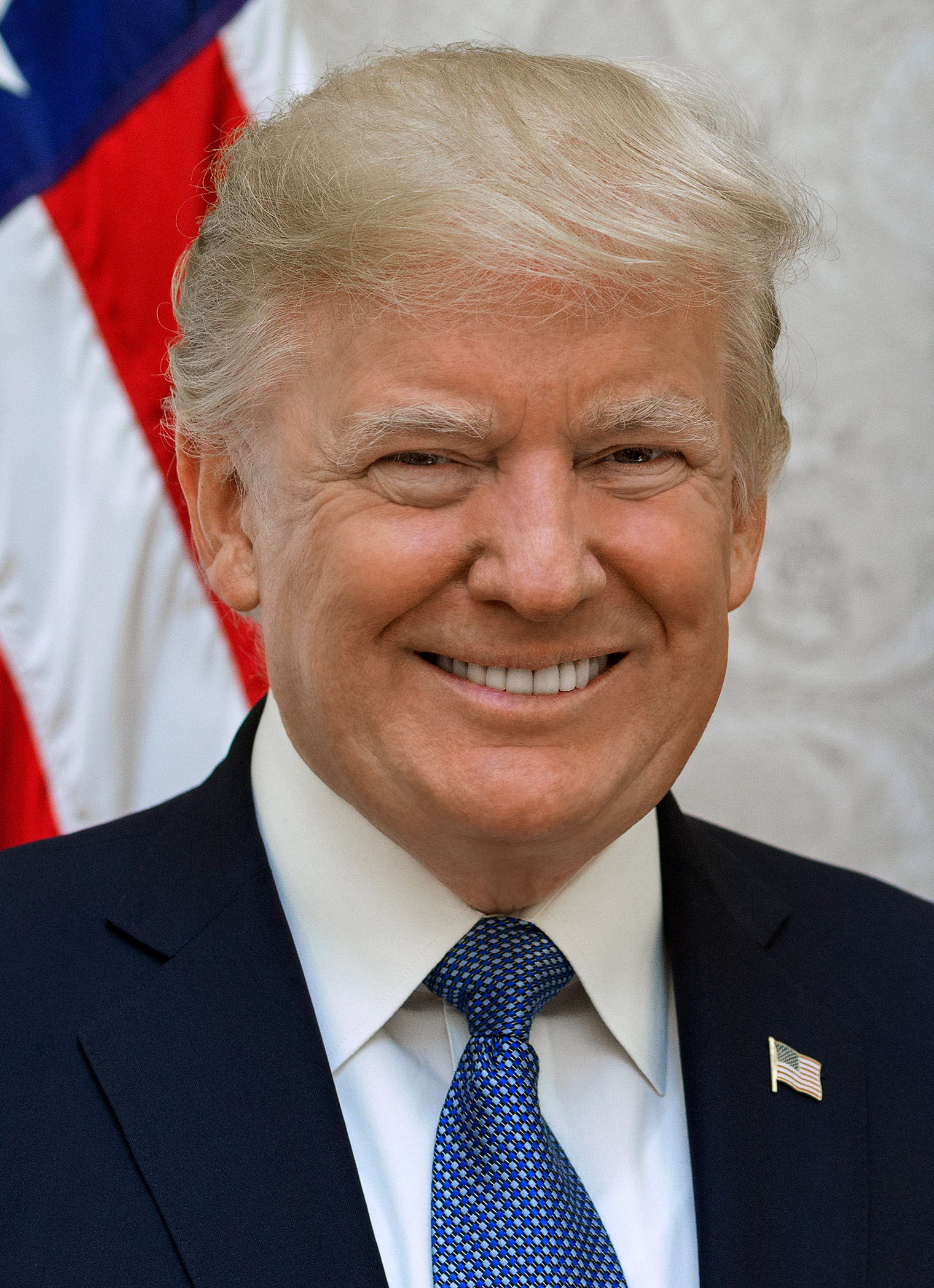
USA Donald Trump, presidente
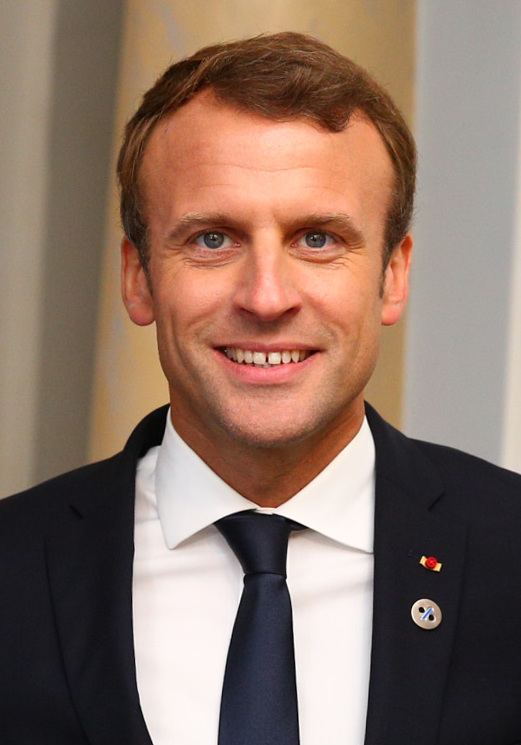
FRA Emmanuel Macron, presidente
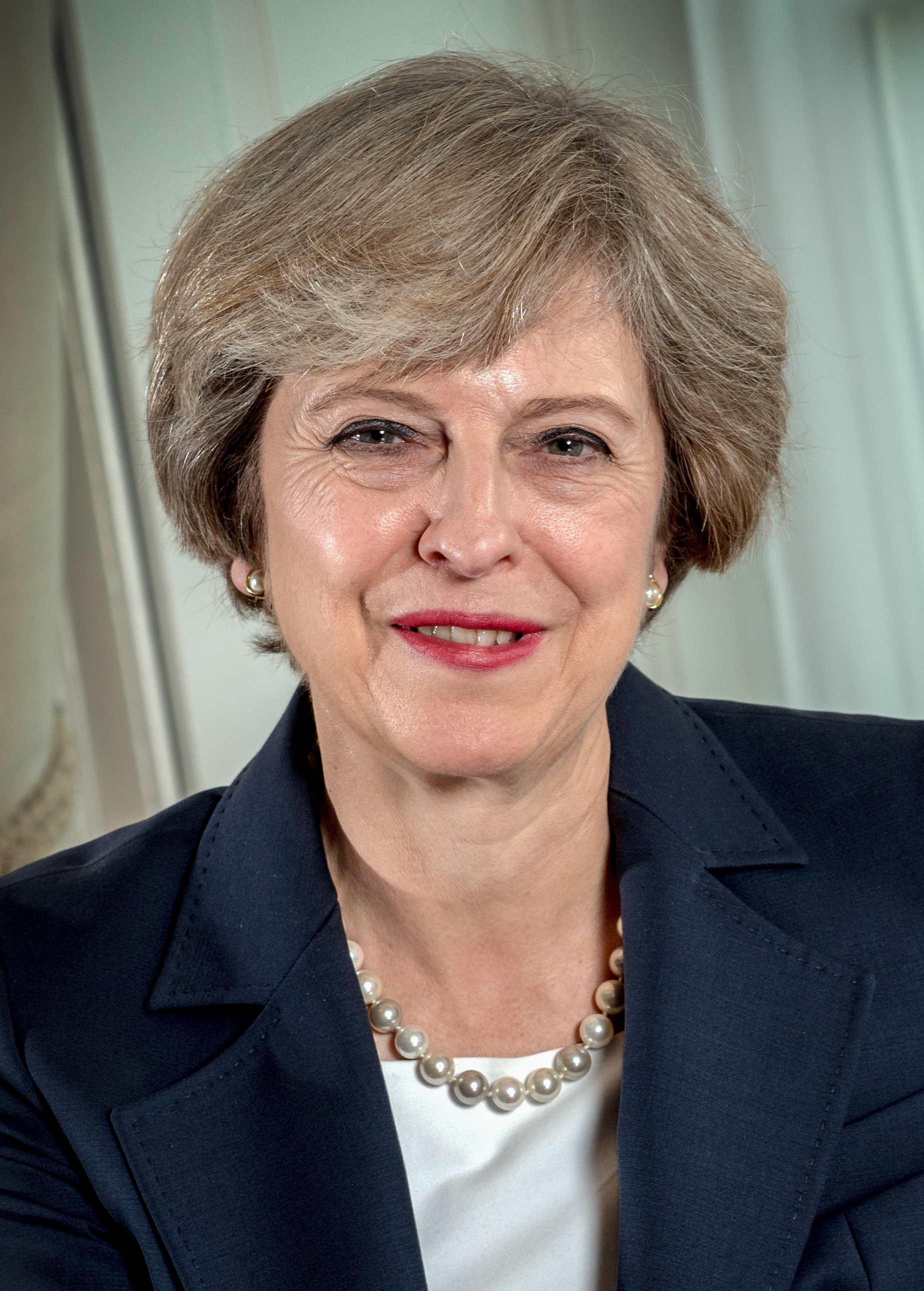
GBR Theresa May, primer ministro
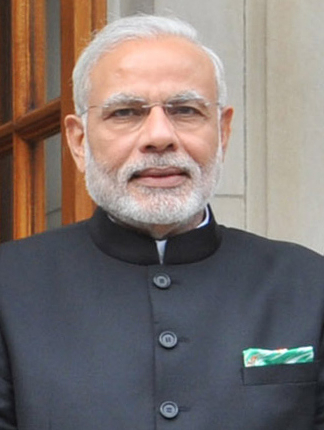
IND Narendra Modi, primer ministro
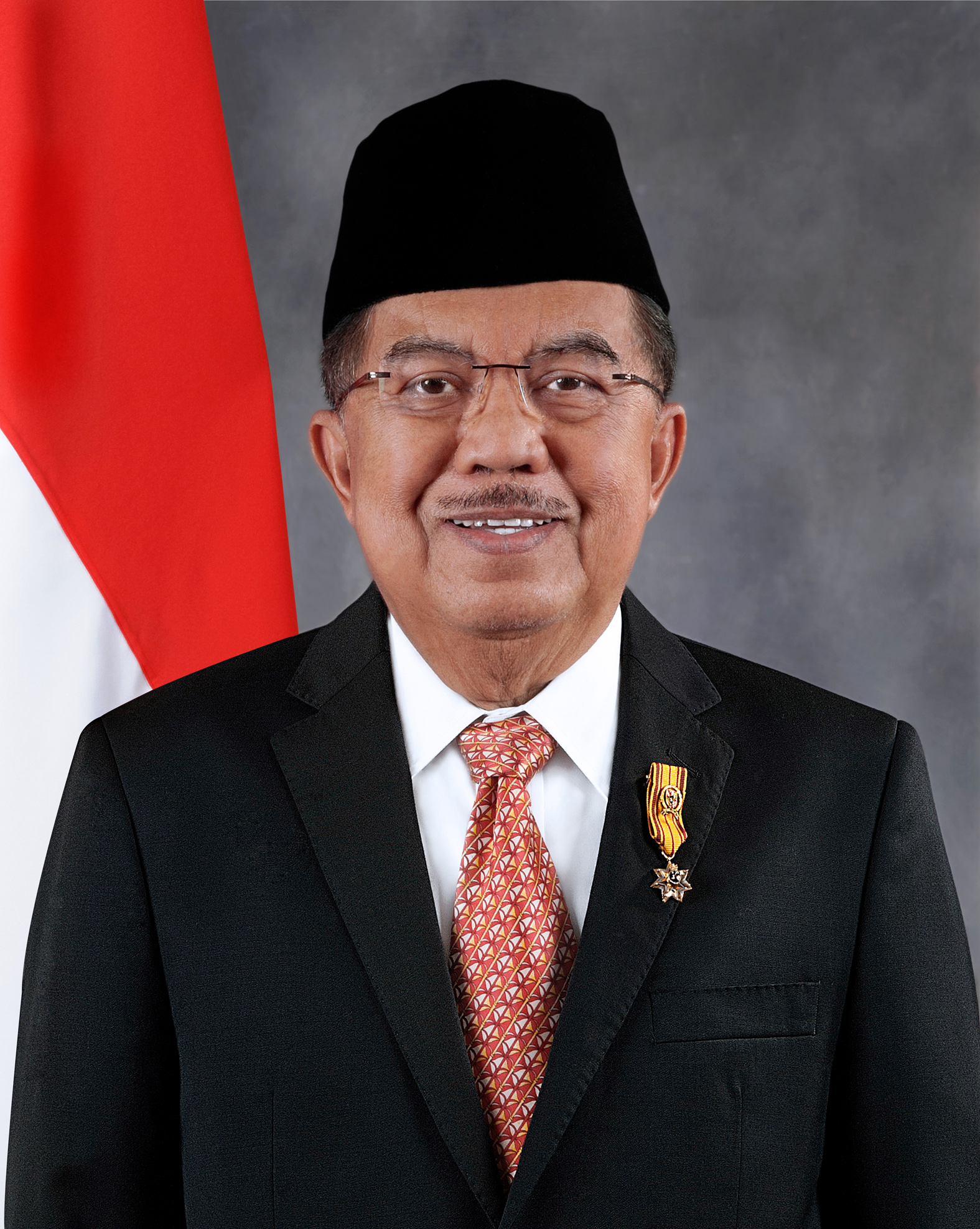
IDN Jusuf Kalla, vicepresidente
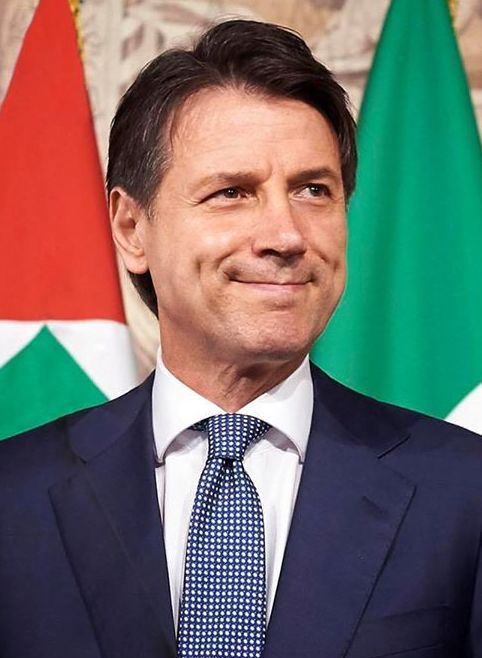
ITA Giuseppe Conte, primer ministro
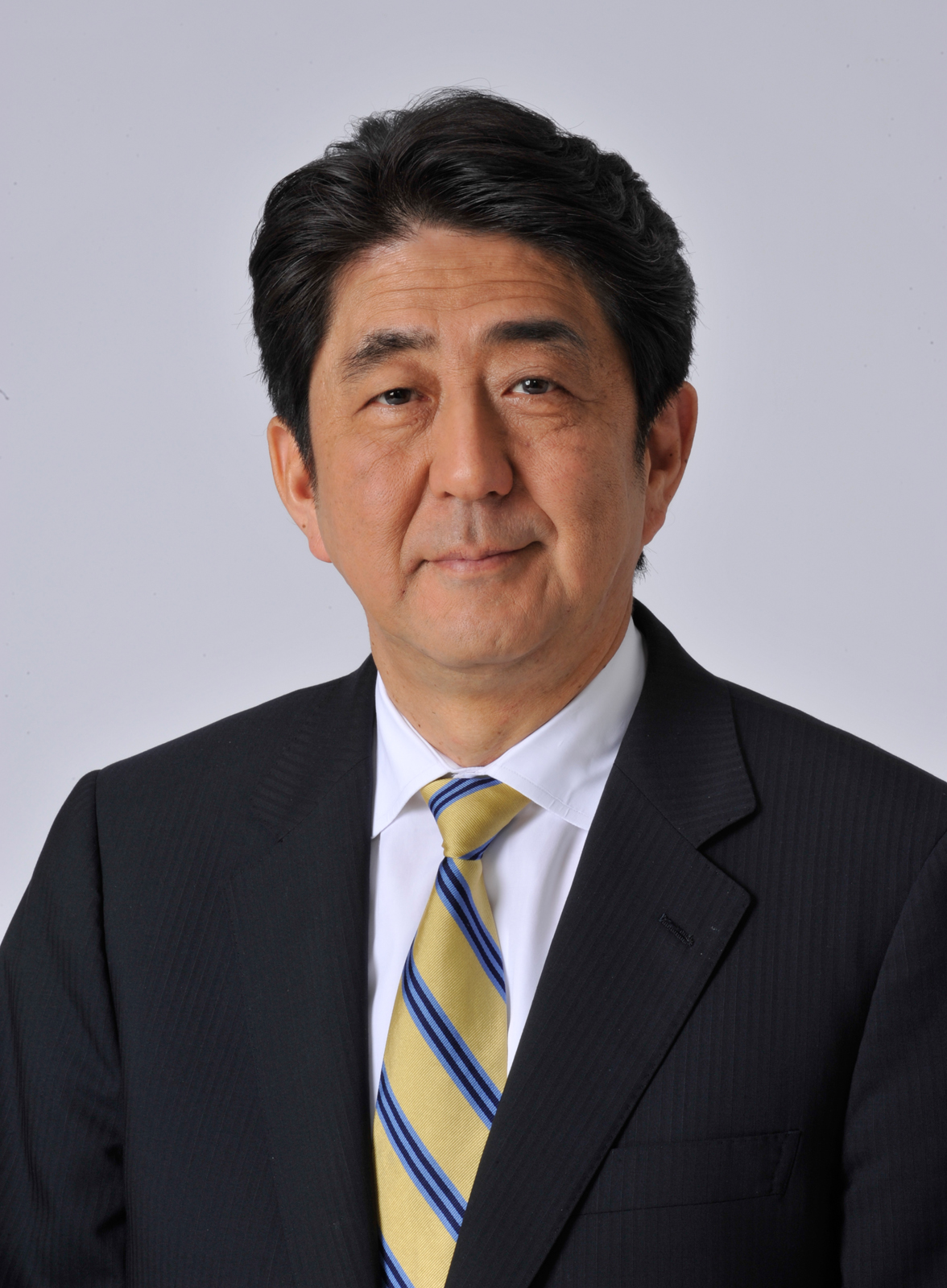
JPN Shinzō Abe, primer ministro
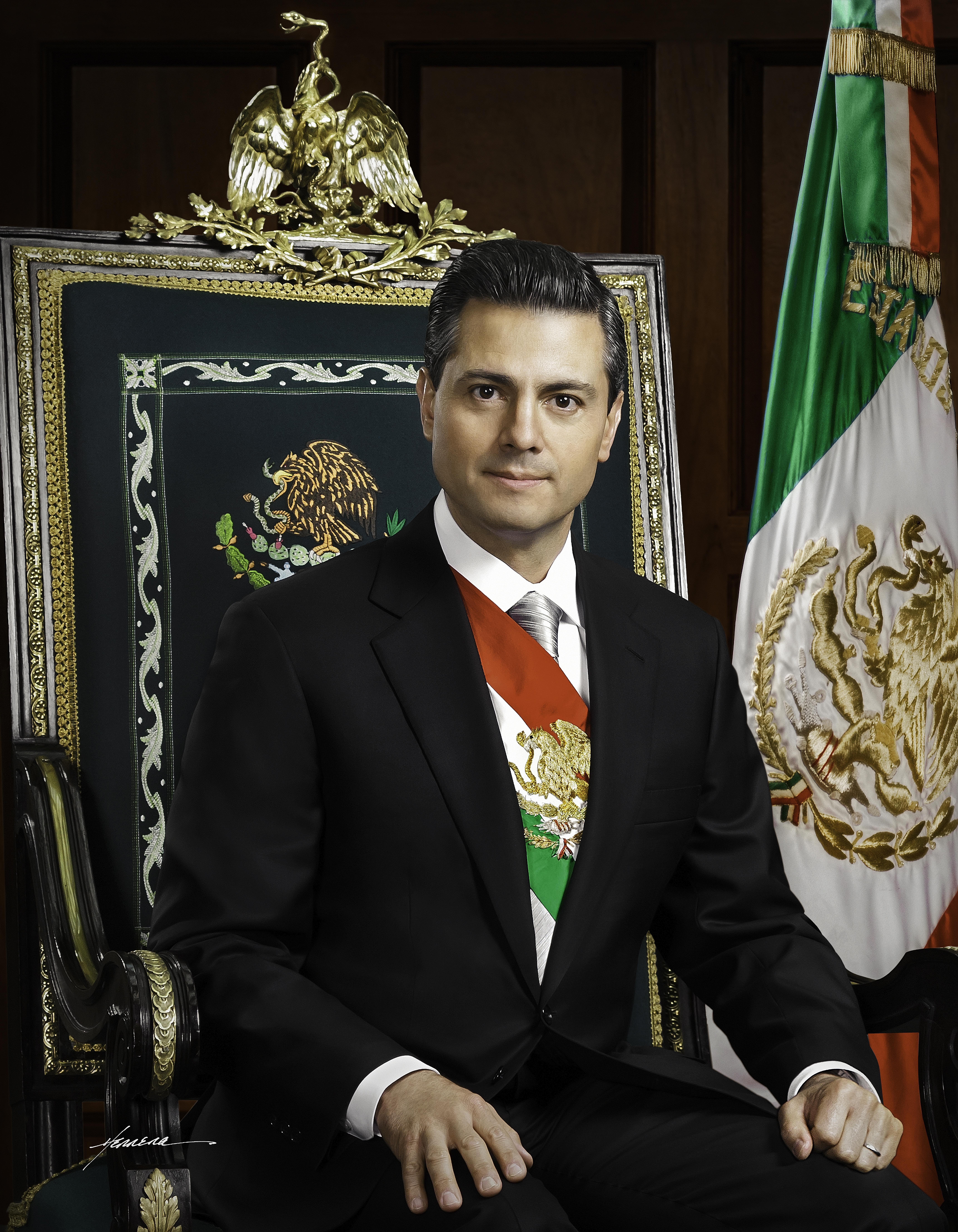
MEX Enrique Peña Nieto, presidente
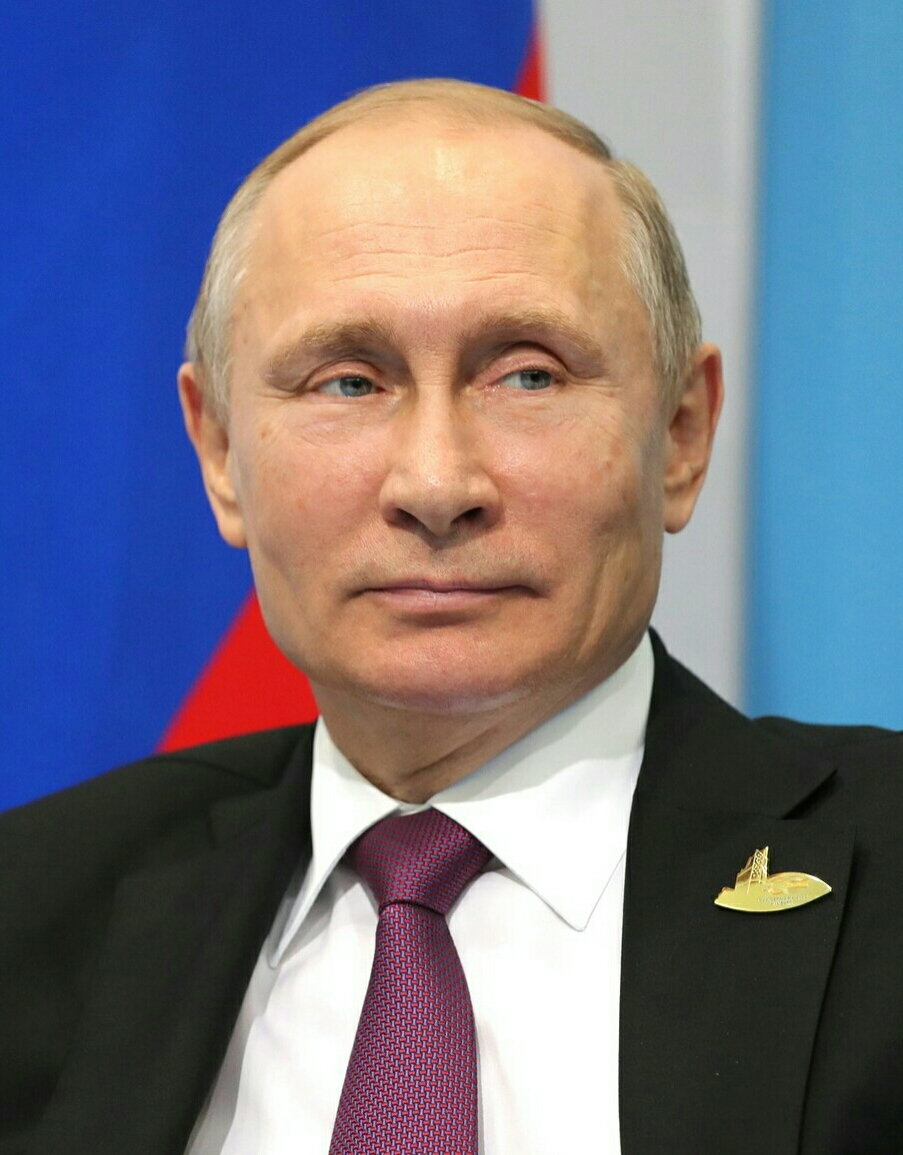
RUS Vladimir Putin, presidente
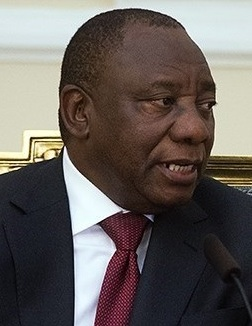
ZAF Cyril Ramaphosa, presidente
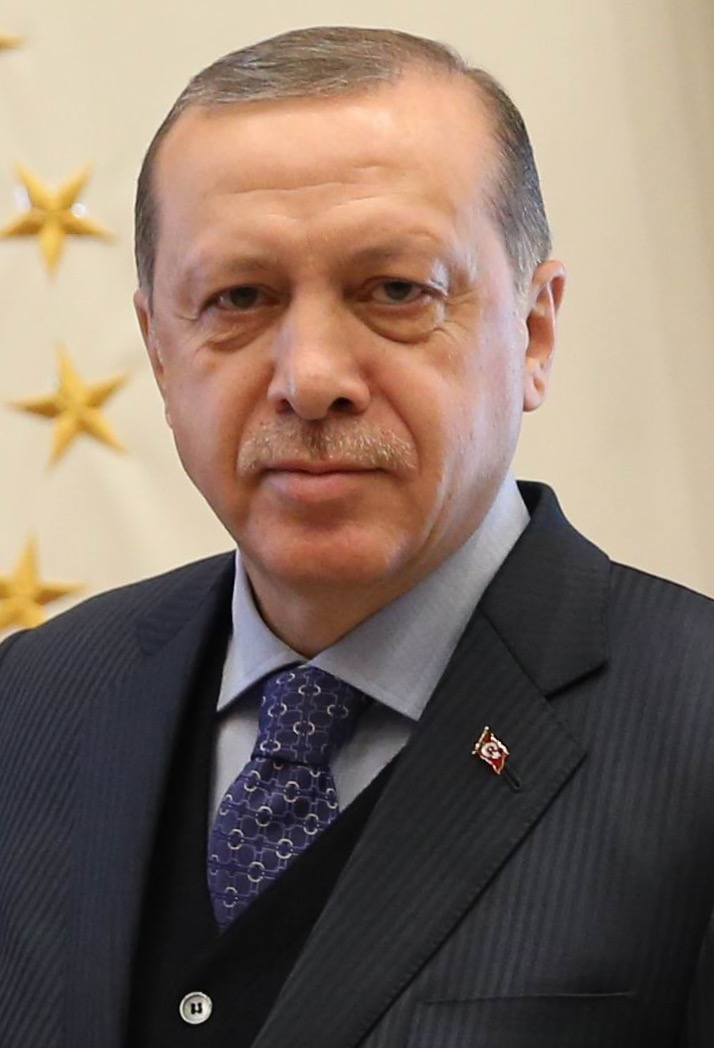
TUR Recep Tayyip Erdoğan, presidente
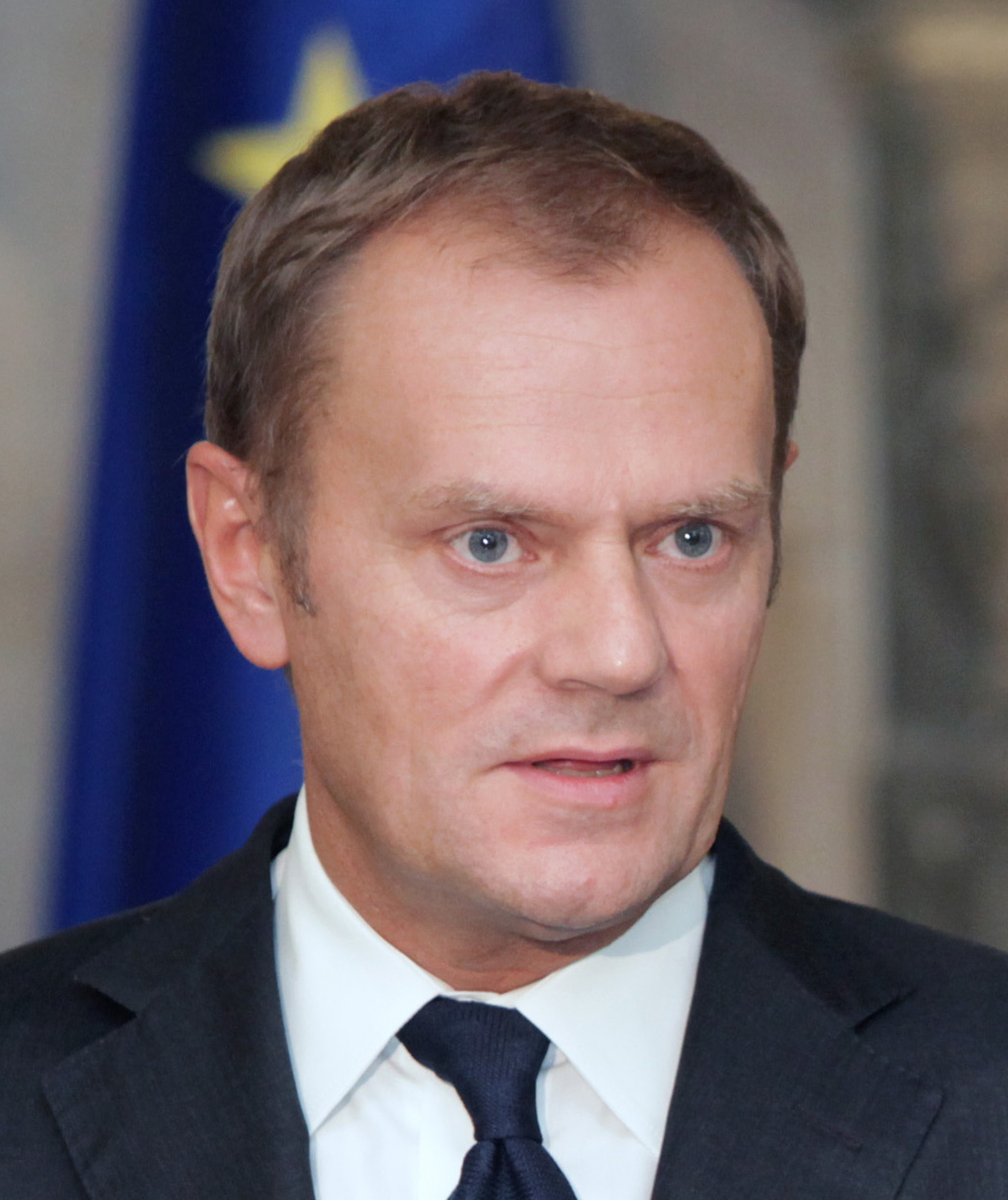
' Donald Tusk, presidente del Consejo Europeo
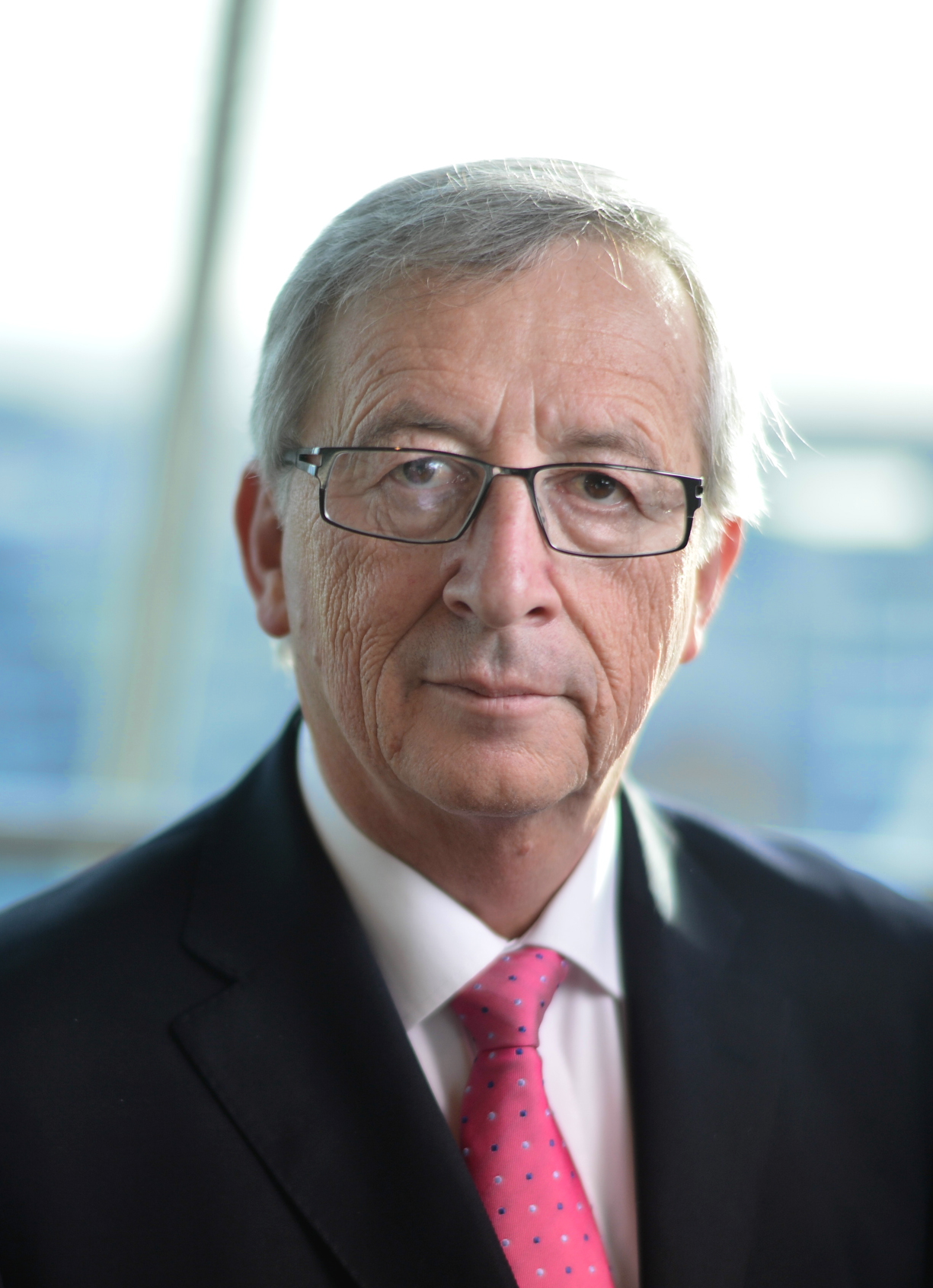
' Jean-Claude Juncker, presidente de la Comisión Europea

- Alemania
Angela Merkel, canciller
- Arabia Saudita
Mohammad bin Salman Al Saud, príncipe heredero
- Argentina
Mauricio Macri, presidente (anfitrión)
- Australia
Scott Morrison, primer ministro
- Brasil
Michel Temer, presidente
- Canadá
Justin Trudeau, primer ministro
- China
Xi Jinping, presidente
- Corea del Sur
Moon Jae-in, presidente
- Estados Unidos
 Donald Trump, presidente
- Francia
Emmanuel Macron, presidente
- Reino Unido
Theresa May, primer ministro
- India
Narendra Modi, primer ministro
- Indonesia
Jusuf Kalla, vicepresidente
- Italia
Giuseppe Conte, primer ministro
- Japón
Shinzō Abe, primer ministro
- México
Enrique Peña Nieto, presidente
- Rusia
Vladimir Putin, presidente
- Sudáfrica
Cyril Ramaphosa, presidente
- Turquía
Recep Tayyip Erdoğan, presidente
- Unión Europea
Donald Tusk, presidente del Consejo Europeo
- Unión Europea
Jean-Claude Juncker, presidente de la Comisión Europea

### Invitado permanente

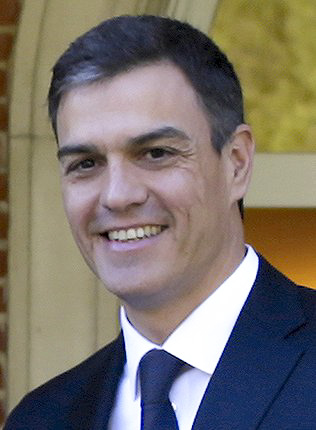
ESP Pedro Sánchez, presidente

- España
Pedro Sánchez, presidente

### Organizaciones mundiales

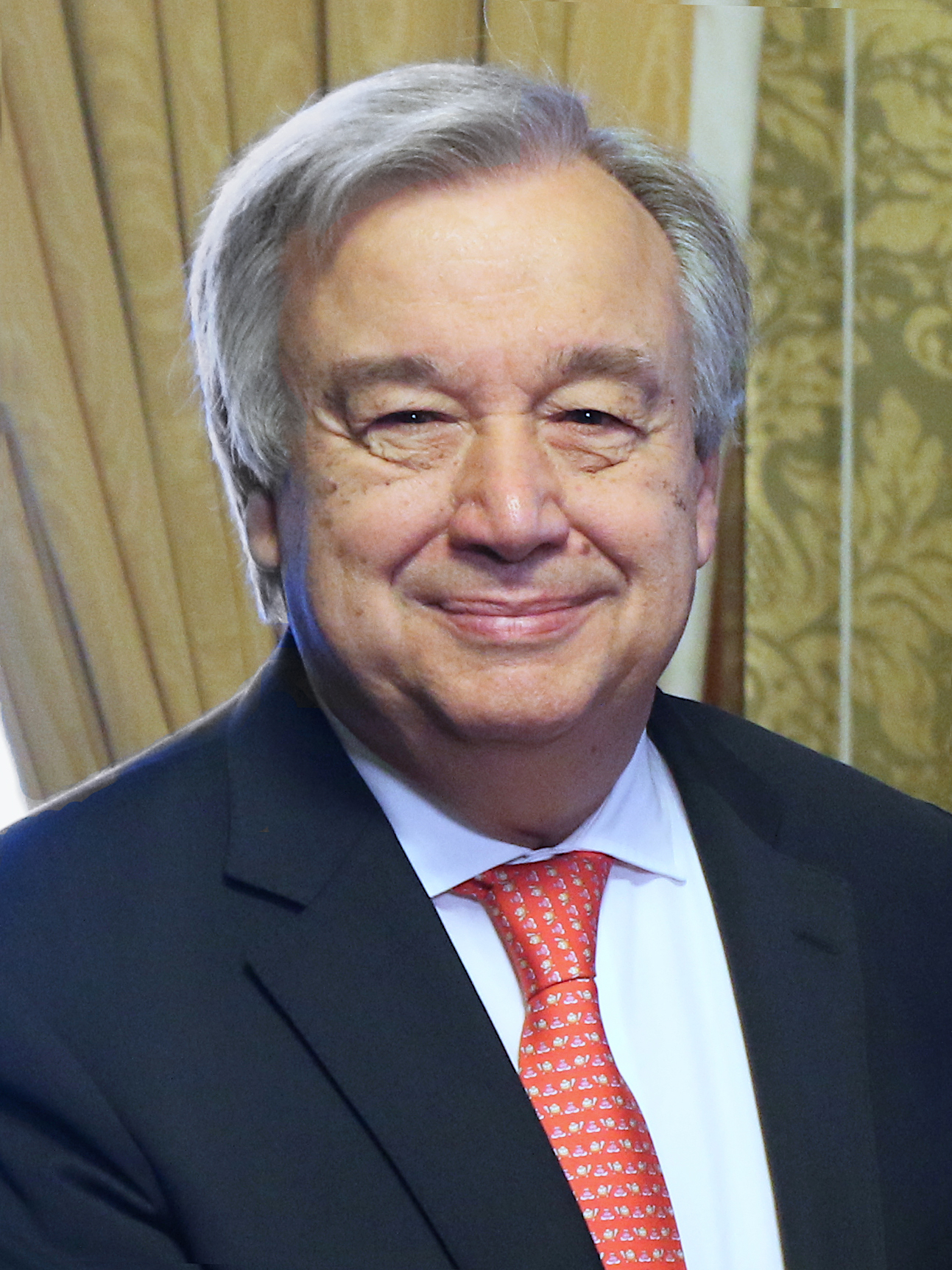
Naciones Unidas António Guterres, secretario general
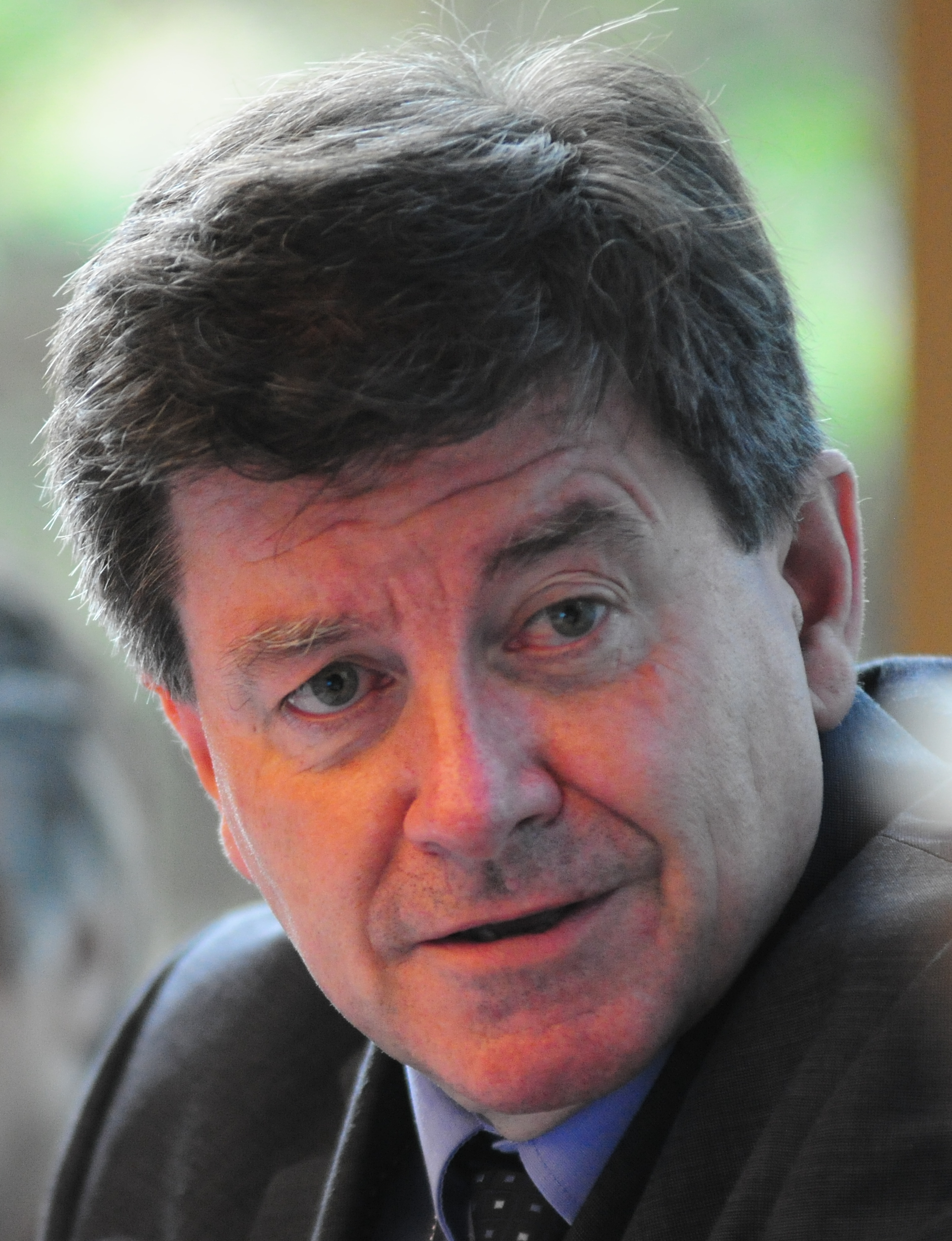
OIT Guy Ryder, director general
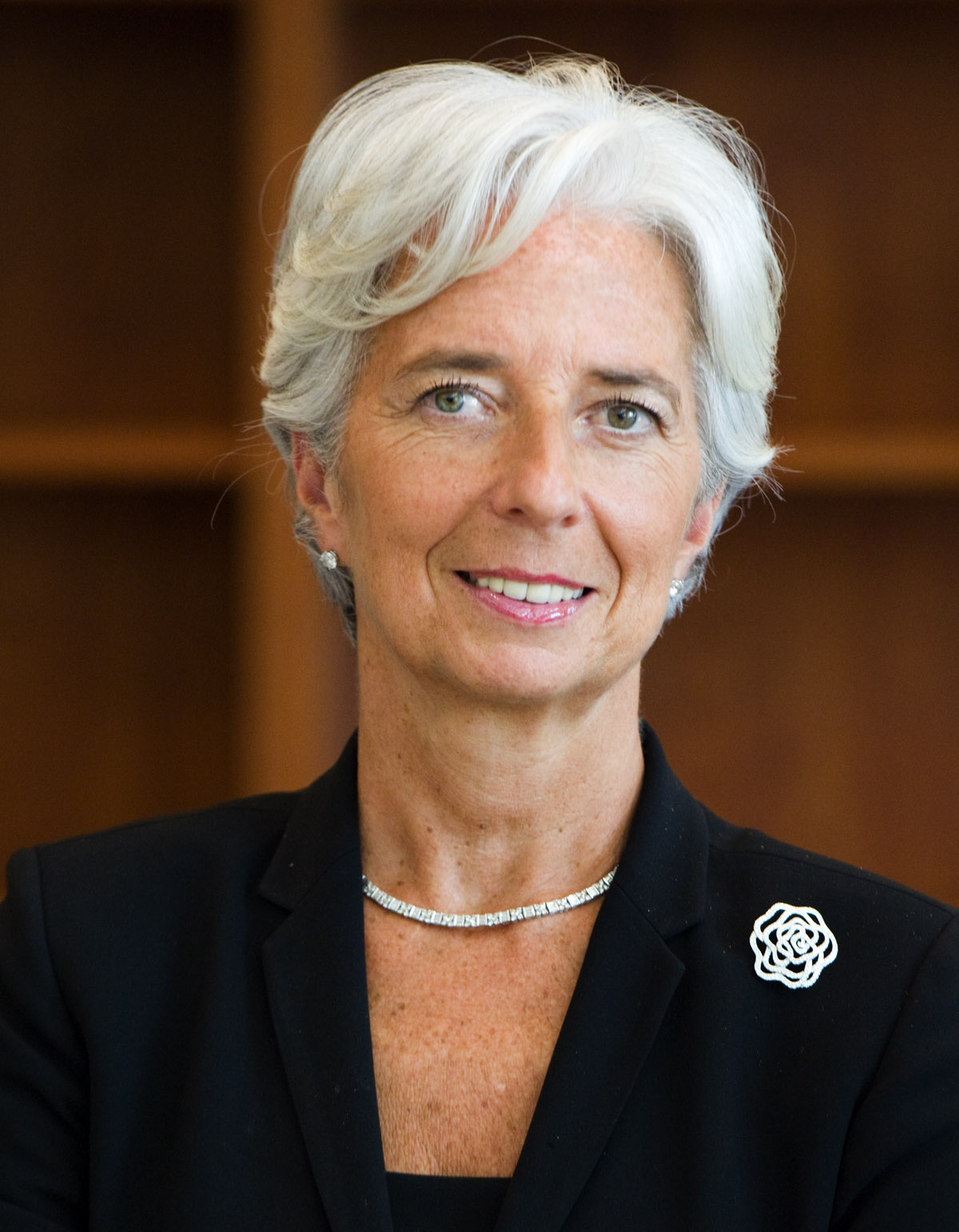
FMI Christine Lagarde, directora gerente
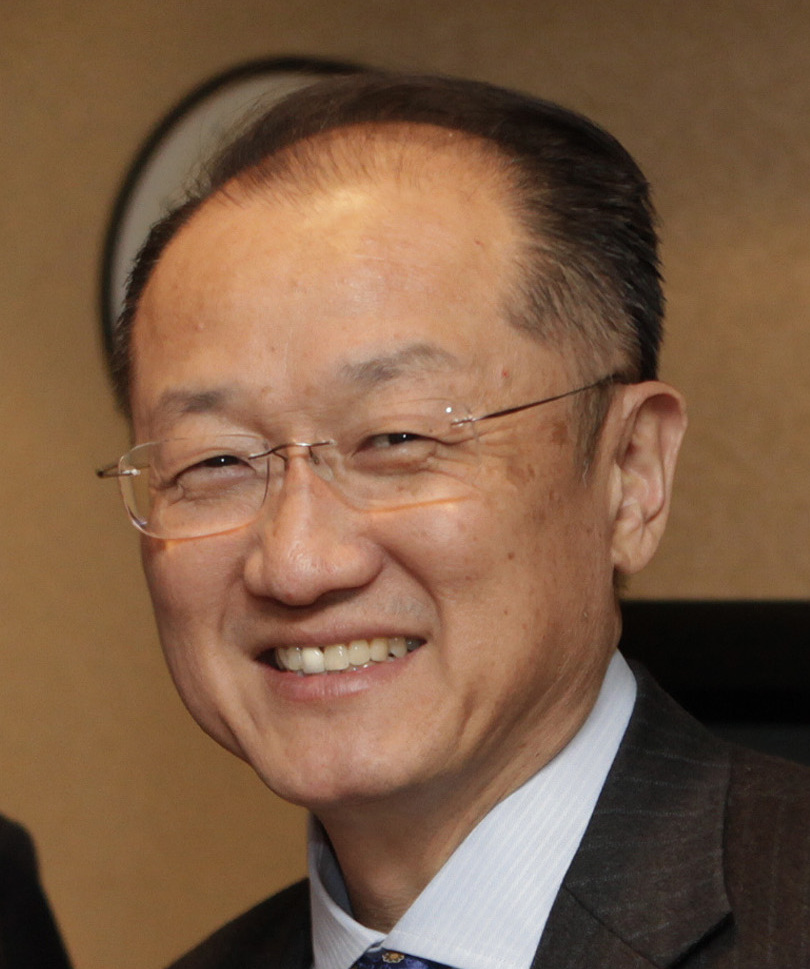
Banco Mundial Jim Yong Kim, presidente
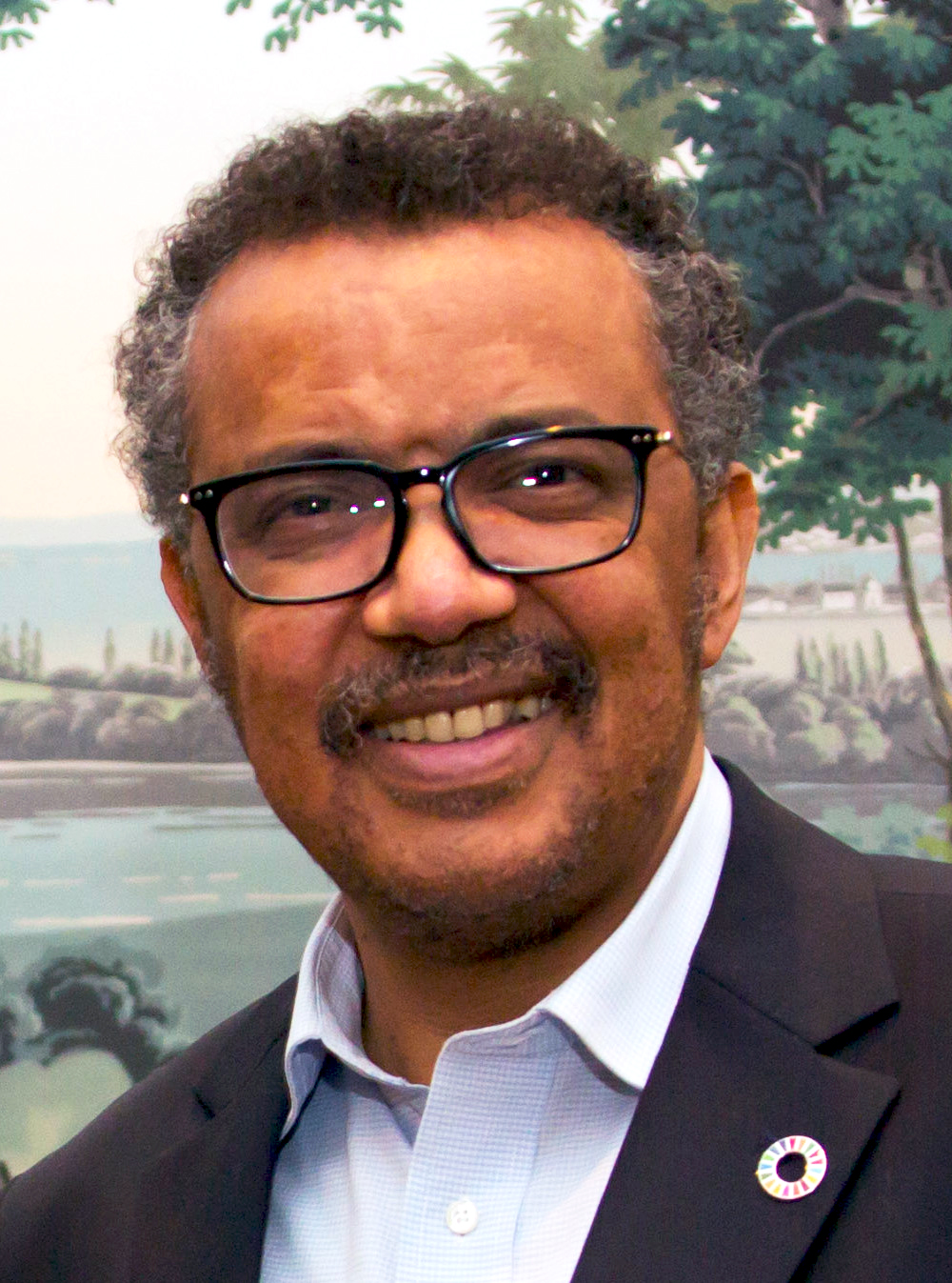
OMS Tedros Adhanom Ghebreyesus, director general
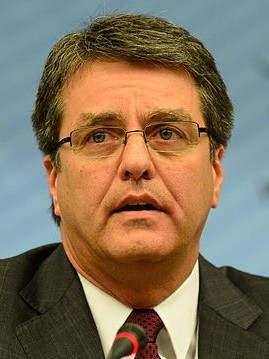
OMC Roberto Azevêdo, director general
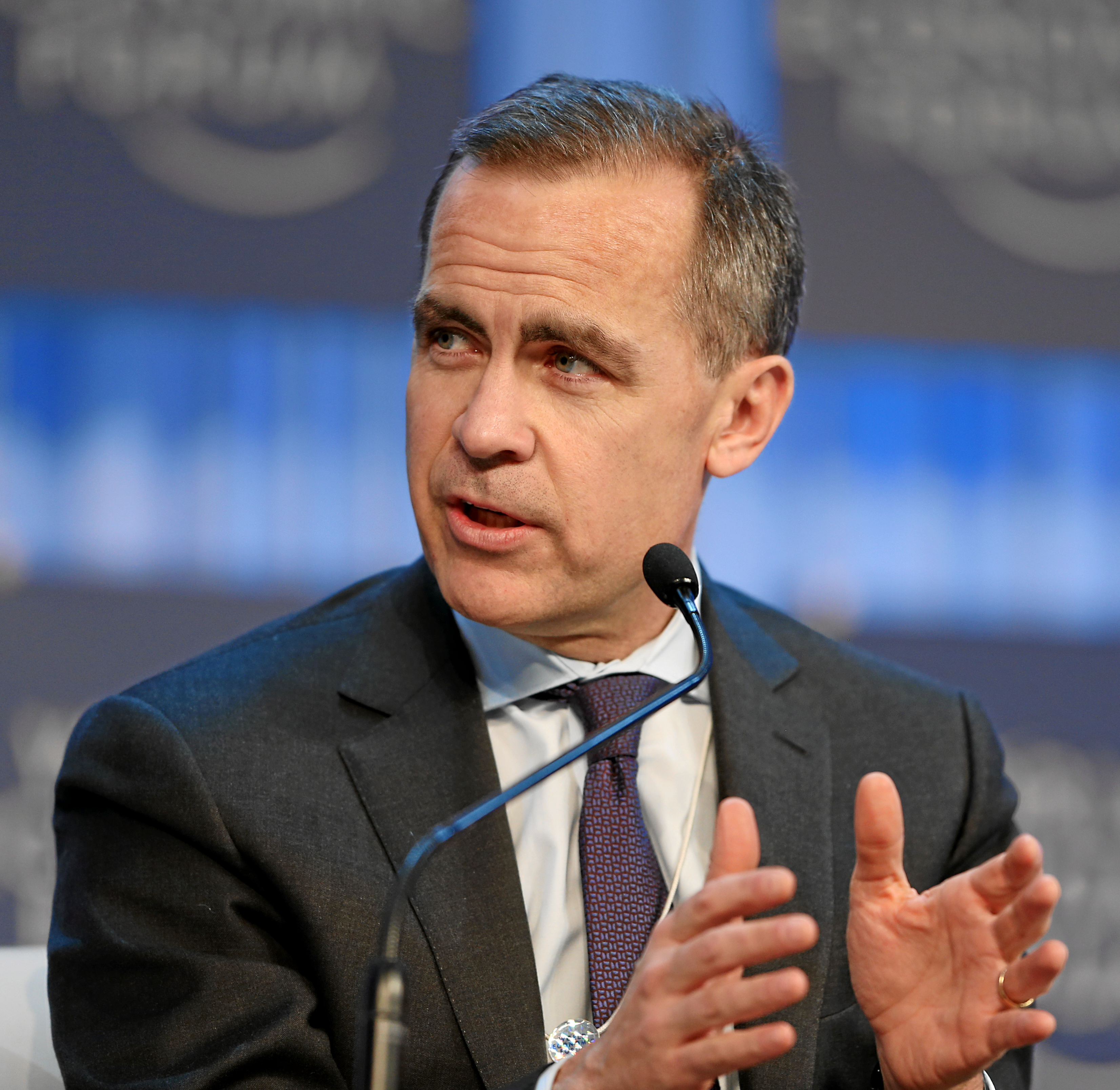
FSB Mark Carney, presidente

### Organizaciones regionales

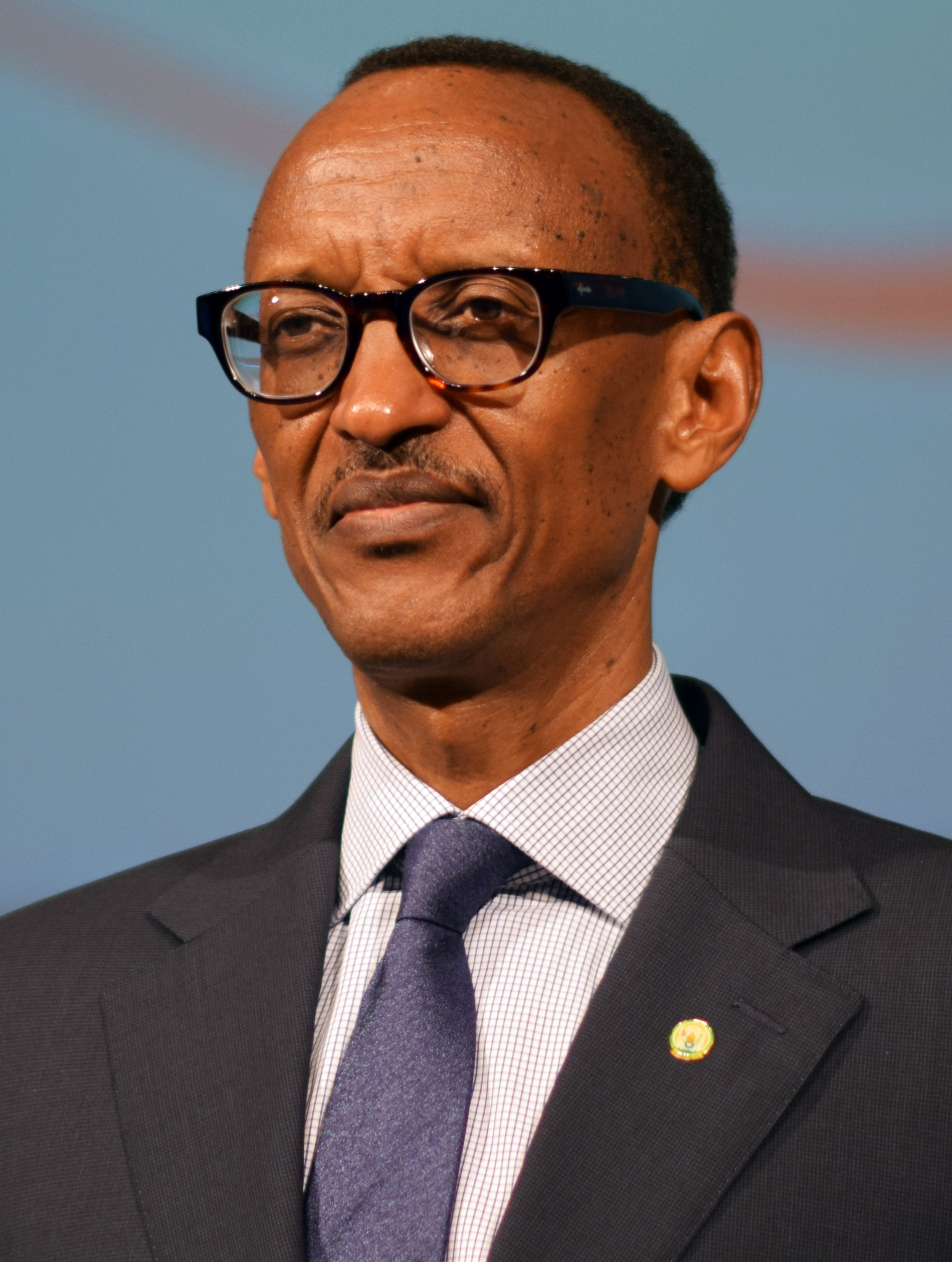
Ruanda Paul Kagame, presidente y presidente de la Unión Africana
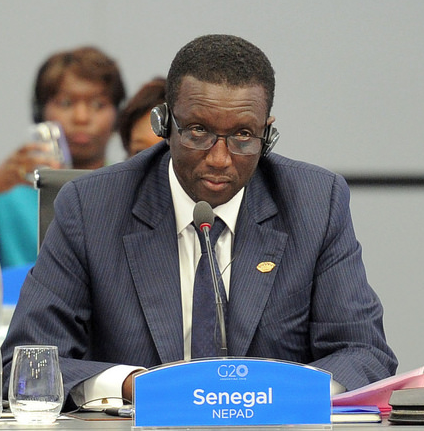
Senegal Amadou Ba, ministro de economía, en representación de la Nueva Asociación para el Desarrollo Económico de África
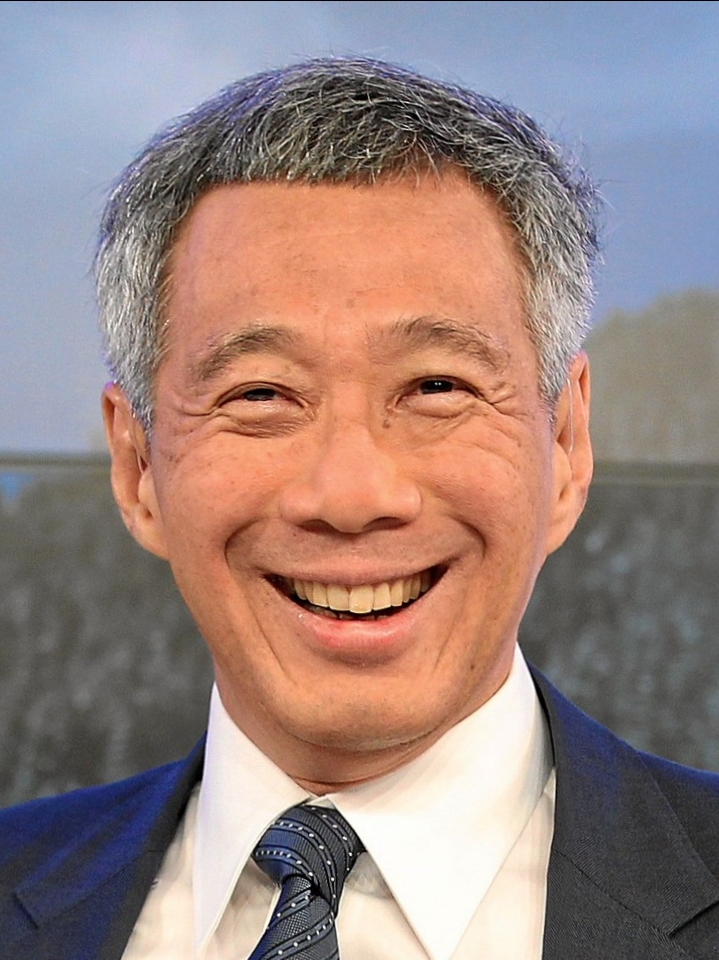
Singapur Lee Hsien Loong, primer ministro y presidente de Asociación de Naciones del Sudeste Asiático
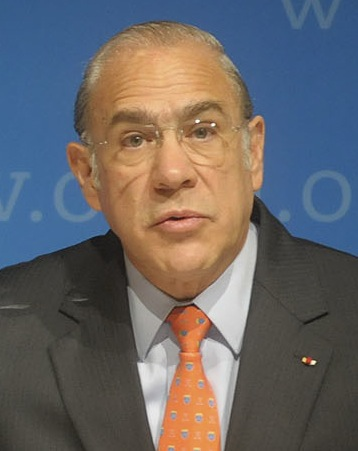
José Ángel Gurría, secretario general de la OCDE
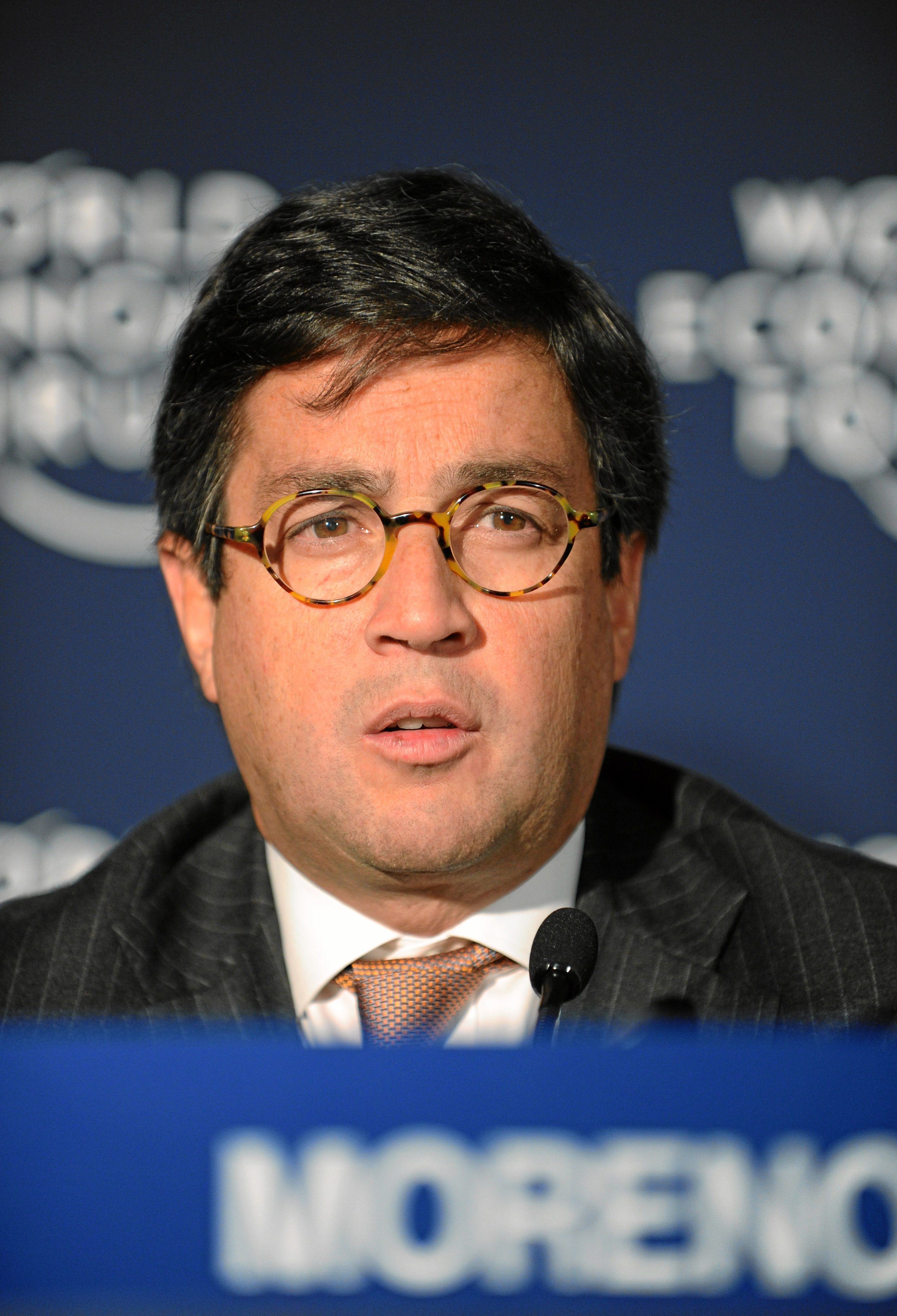
Luis Alberto Moreno, presidente del BID
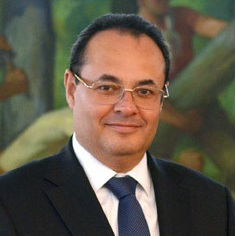
Luis Carranza Ugarte, presidente ejecutivo del CAF

### Invitados ocasionales

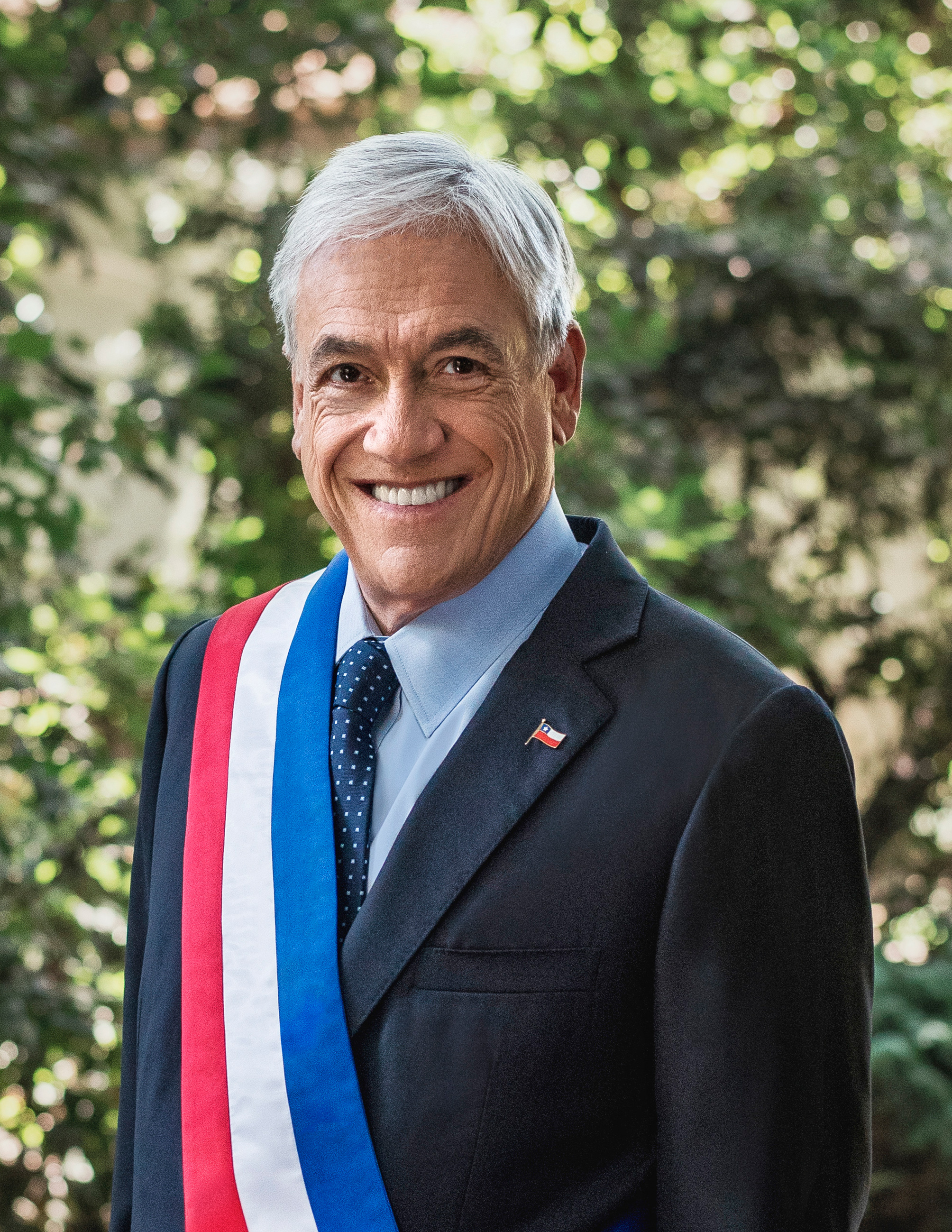
Chile Sebastián Piñera, presidente, invitado por el organizador
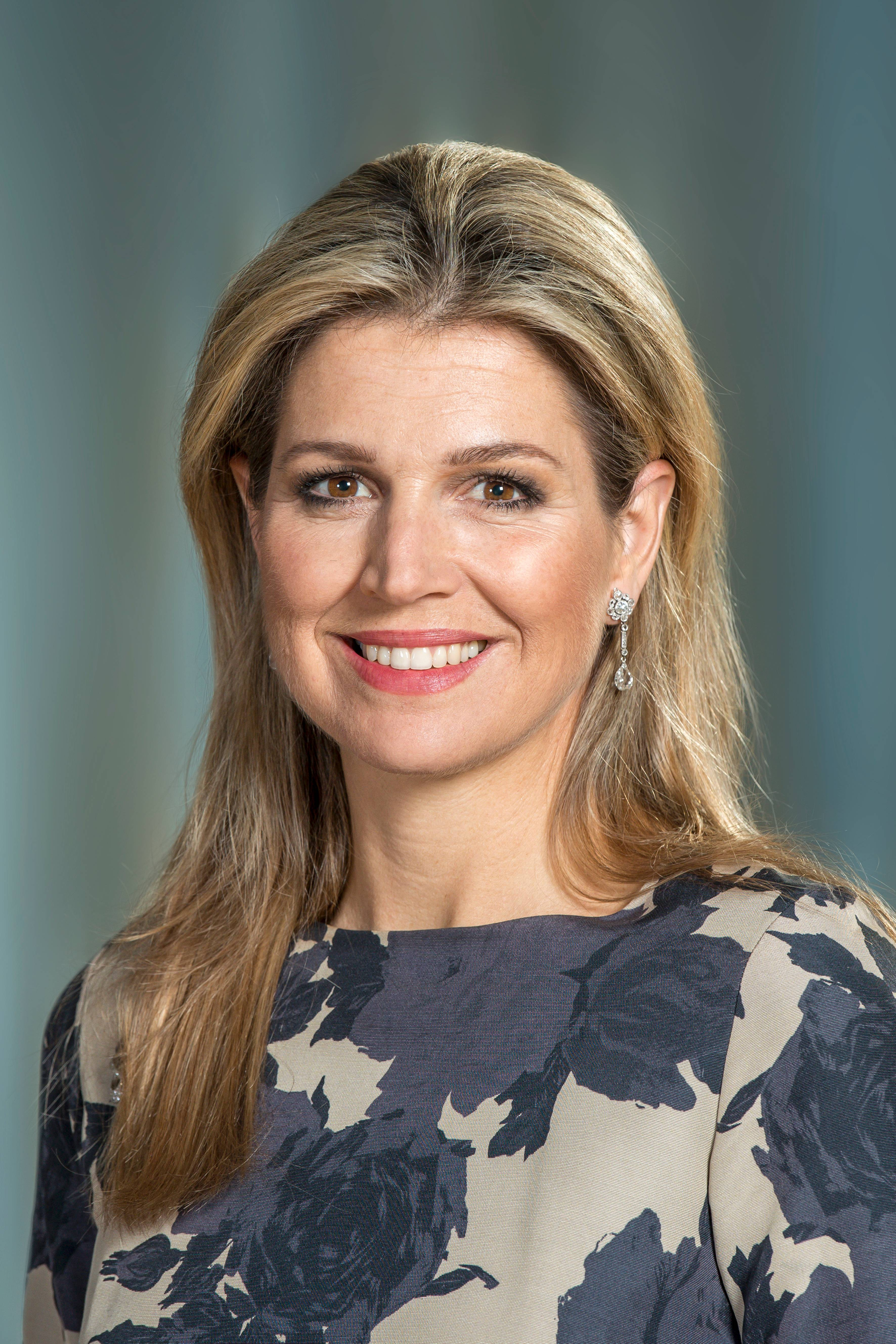
Países Bajos Reina Máxima de los Países Bajos, invitada por el organizador
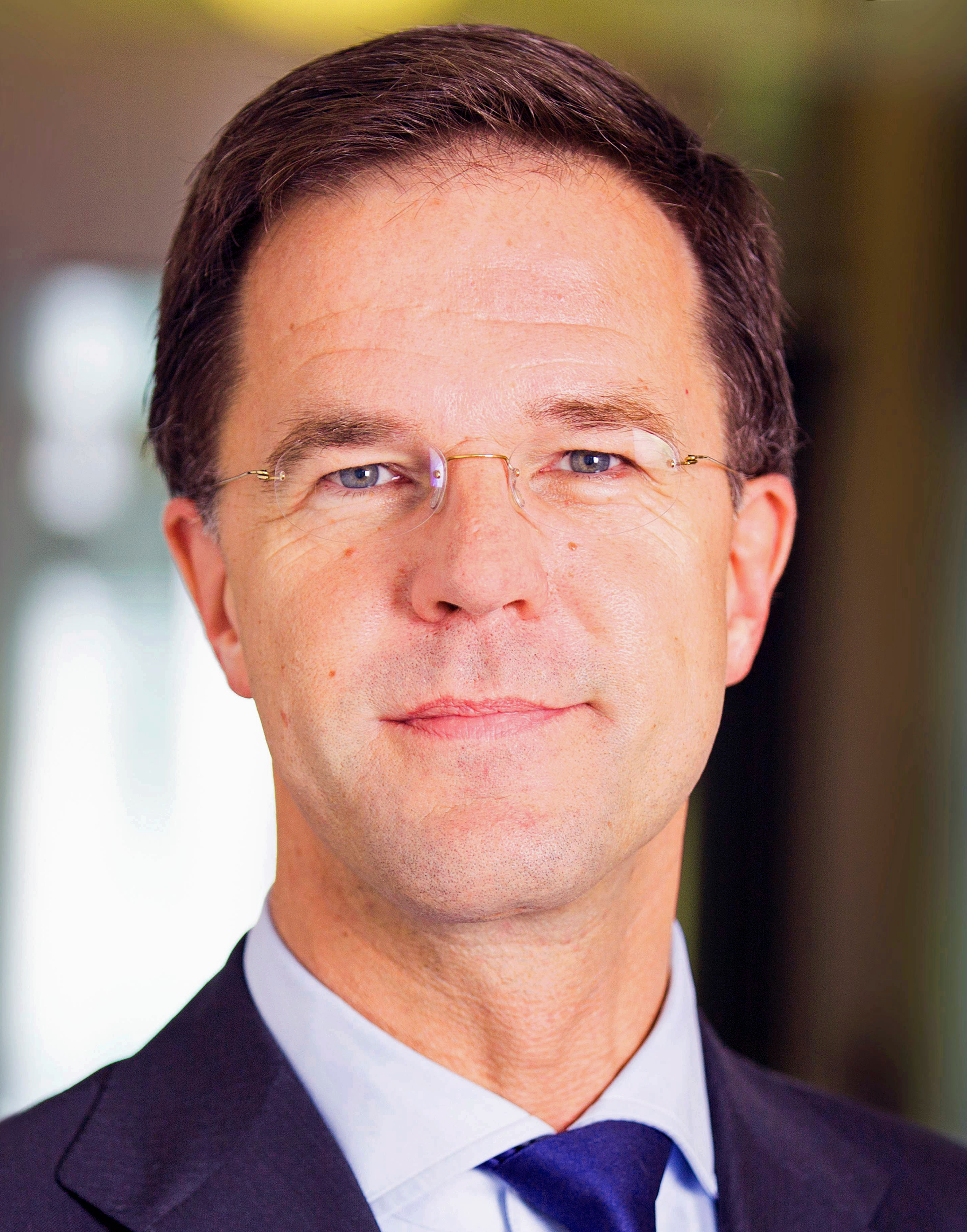
Países Bajos Mark Rutte, primer ministro, invitado por el organizador

Como anfitriona, Argentina invitó a otros países y organizaciones internacionales a su discreción para participar en las reuniones del G20 de 2018. Los países invitados por Argentina son Chile y los Países Bajos. Las organizaciones internacionales invitadas por Argentina son la Comunidad del Caribe (representada por Jamaica), el Banco Interamericano de Desarrollo, y el CAF-Banco de Desarrollo de América Latina. El presidente electo de Brasil Jair Bolsonaro fue invitado, pero decidió no asistir.

## Organización

Logo oficial de la Cumbre.

### Preparativos
El presidente argentino Mauricio Macri asumió la presidencia anual del G20 el 30 de noviembre de 2017, durante una ceremonia oficial en el Centro Cultural Kirchner en Buenos Aires. El presidente chino Xi Jinping (anfitrión de 2016), la canciller alemana Angela Merkel (anfitriona de 2017) y el primer ministro japonés Shinzō Abe (anfitrión de 2019) enviaron mensajes de apoyo, que se mostraron en la ceremonia.
Las primeras reuniones bajo la presidencia argentina del G20 comenzaron en Bariloche a principios de diciembre de 2017. Asistieron los vicegobernadores y viceministros de finanzas del banco central, así como los sherpas (representantes oficiales del grupo). Durante el desarrollo de la Cumbre del G20 entre los líderes mundiales el 30 de noviembre de 2018, Argentina alberga más de 45 reuniones en varios niveles gubernamentales y áreas en 11 ciudades diferentes en todo el país.
| Fecha                       | Ciudad        | Cumbre                                 |
| --------------------------- | ------------- | -------------------------------------- |
| 19 y 20 de marzo de 2018    | Buenos Aires  | G20 Ministros de Finanzas              |
| 20 y 21 de mayo de 2018     | Buenos Aires  | G20 Ministros de Relaciones Exteriores |
| 14 y 15 de junio de 2018    | Bariloche     | G20 Ministros de Energía               |
| 21 y 22 de julio de 2018    | Buenos Aires  | G20 Ministros de Finanzas              |
| 27 y 28 de julio de 2018    | Buenos Aires  | G20 Ministros de Agricultura           |
| 5 de septiembre de 2018     | Mendoza       | G20 Ministros de Educación             |
| 6 y 7 de septiembre de 2018 | Mendoza       | G20 Ministros de Trabajo               |
| 14 de septiembre de 2018    | Mar del Plata | G20 Ministros de Comercio              |
| 4 de octubre de 2018        | Mar del Plata | G20 Ministros de Salud                 |
| 29 de noviembre de 2018     | Buenos Aires  | G20 Ministros de Finanzas              |

El gobierno nacional argentino adjudicó vía directa a cuatro empresas la organización de la cumbre del G20, evento por el cual pagará unos 750 millones de pesos argentinos (18 millones de euros). En tanto para reuniones menores y otros gastos el gobierno argentino gastará $3000 millones de pesos argentinos (73 millones de euros); cifra ostensiblemente menor a los $122 millones de euros (4.977 millones de pesos argentinos) gastados en la cumbre anterior organizada por Angela Merkel.
Finalizada la cumbre, el Sistema Federal de Medios y Contenidos Públicos, a cargo de la coordinación general del evento, informó que entre logística y seguridad, el gasto llegó a los $3000 millones de pesos argentinos:
- $1000 millones de pesos en equipamiento, operaciones, traslado y alojamiento de 22000 efectivos del ministerio de Seguridad y de 3000 efectivos del ministerio de Defensa
- La Unidad Técnica gastó $1588 millones sobre un presupuesto de $1750 millones de pesos
- El ministerio de Transporte destinó $300 millones de pesos a la infraestuructura de los aeropuertos de Ezeiza y Aeroparque
- El alquiler de los predios de Costa Salguero y de Parque Norte ascendió a $84 millones
- El monto de las reuniones preparatorias fue de $392 millones
- Erogaciones en Recursos Humanos por $40 millones, pasajes y viáticos por $4 millones y requerimientos extras de seguridad por $19,6 millones
- Participaron por el sector público 1613 personas (498 integrantes de la delegación argentina, 445 del espectáculo del teatro Colón, 173 de la Unidad Técnica, 148 enlaces de delegaciones, 141 enlaces de prensa, 208 del servicio de ambulancias) y por el sector privado de más de 15 mil personas como choferes, mozos, cocineros, ayudantes de cocina, mucamas, recepcionistas, cadetes, conserjes, licenciados en turismo, gerentes hoteleros, promotores, personal de carga, pintores, albañiles, carpinteros, choferes, productores, directores de cine, camarógrafos, realizadores, iluminadores, montajistas, maquinistas, sonidistas, microfonistas, electricistas, escenógrafos, coreógrafos, vestuaristas, maquilladores, peinadores, costureras, planchadoras, informáticos, diseñadores, músicos, bailarines, artesanos, enlaces, traductores, ceremonial, prensa, administrativos, relaciones públicas, entre otros.
- Se registró un total de 36400 acreditados entre 19897 personas (de estos, 8134 fue personal de hoteles), 13847 acreditaciones para líderes (incluidos 6112 de delegaciones extranjeras) y 2656 periodistas.

### Seguridad
Como parte del operativo de seguridad del evento, el gobierno de Uruguay —país vecino del anfitrión Argentina— pidió al parlamento que autorice el ingreso de 400 tropas militares y ocho aeronaves de Estados Unidos, además de fuerzas militares de otros países que asisten a la cumbre. Esta propuesta fue criticada por grupos partidarios uruguayos tanto del Frente Amplio como de la oposición.
En 2018, el gobierno argentino oficializó el gasto de 340 millones de pesos en cinco aviones franceses de 1978 considerados como chatarra, como repuestos para la flota naval existente. Previamente como presidente Macri había acordado con el gobierno francés la compra de dichas aeronaves.

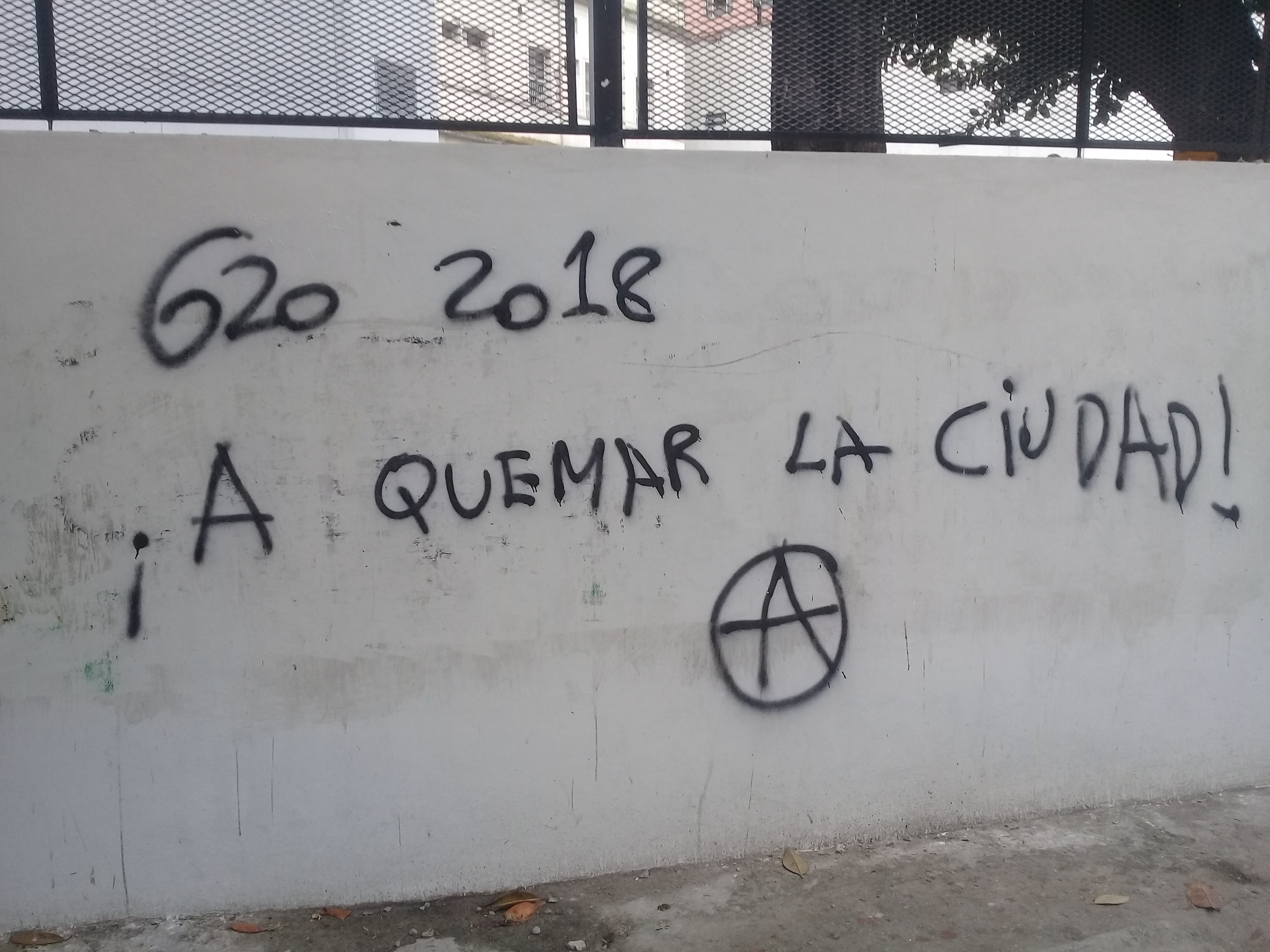
Grafiti en Buenos Aires mostrando el descontento social.

La cumbre anterior en Hamburgo, Alemania, se realizó con grandes protestas, automóviles incendiados y carreteras bloqueadas por los manifestantes. La cumbre de 2018 ha reforzado la seguridad para evitar que se repitan esas protestas. Las organizaciones locales de izquierda planificaron protestas en contra del evento y han pedido que activistas extranjeros se unan a ellos. Los que quieran cruzar la línea tendrán que enfrentarse a las consecuencias legales".
22000 policías y 700 agentes del Ministerio de Seguridad participaron del operativo del evento, junto a los servicios de seguridad de Estados Unidos, Reino Unido, Brasil, Italia, España, entre otros. Un área de 12 kilómetros alrededor del Centro Costa Salguero fue acordonado, la red de transporte público —incluyendo el Subte de Buenos Aires— se cerró para el público en general, y el tránsito de veleros, barcos, cargueros y aviones a lo largo del Río de la Plata fue detenido. El viernes 30 de noviembre fue declarado un día feriado en la ciudad de Buenos Aires, para prevenir el tránsito causado por las actividades diarias de la gente, y se instó a los residentes a salir de la ciudad para el fin de semana largo.
El Ministro de Medios Públicos Hernán Lombardi informó que no se habían detectado infiltraciones por grupos terroristas internacionales, y el gobierno de Estados Unidos dijo que la remota ubicación de Argentina disuadiría a los manifestantes internacionales de viajar al país.

### Agenda

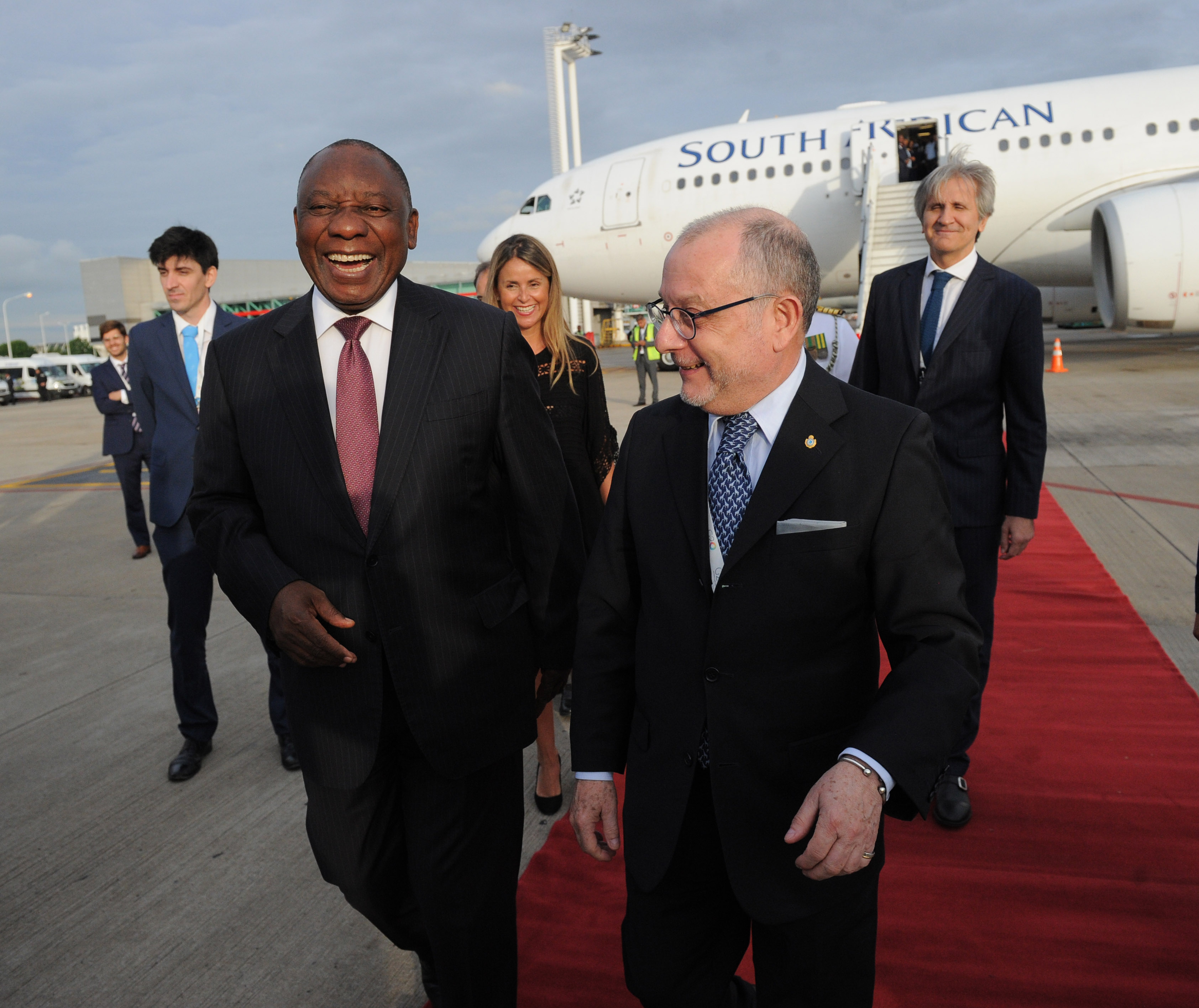
Arribo del presidente de Sudáfrica Cyril Ramaphosa acompañado por el ministro de Relaciones Exteriores y Culto de Argentina Jorge Faurie.

| EL FUTURO DEL TRABAJOEl sistema educativo necesita capacitar a las personas para la vida y el trabajo en el siglo XXI. | INFRAESTRUCTURA PARA EL DESARROLLOLos países necesitan caminos, puentes, transporte público y obras sanitarias para crecer. | UN FUTURO ALIMENTARIO SOSTENIBLEEl mundo necesita un sistema de provisión de alimentos más inclusivo y eficiente. |

Varios países participantes han dicho que se centrarán en la regulación de las criptomonedas en esta reunión.
El programa comenzó el lunes 26 de noviembre con las reuniones preparatorias de los deputies de Finanzas (viceministros de Finanzas), quienes abordaron los temas financieros, y de sherpas (representantes de mandatarios), sobre las áreas de Anticorrupción, Educación, Empleo, Sustentabilidad Climática y Transiciones Energéticas, entre otros; en el Centro de Exposiciones y Convenciones de la ciudad de Buenos Aires. Tras dos días de discusiones, el miércoles 28 de noviembre realizaron una reunión conjunta y al día siguiente los ministros de Finanzas realizaron una cena de trabajo para conmemorar las treinta reuniones de trabajo durante el año.

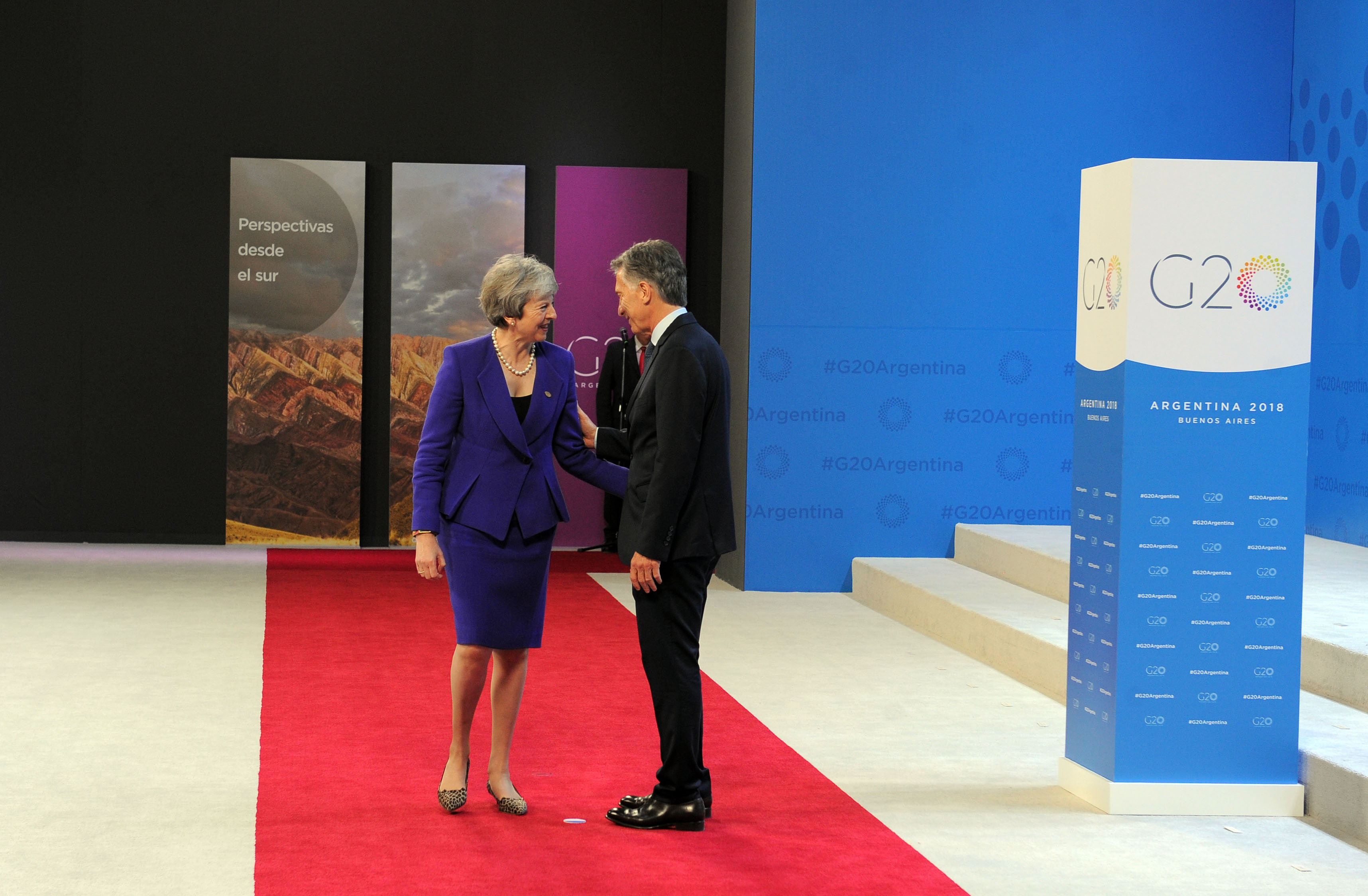
Bienvenida oficial del presidente de Argentina Mauricio Macri a la primera ministra del Reino Unido Theresa May.

El Aeropuerto Internacional Ministro Pistarini, en Ezeiza, fue el puerto de entrada para los delegados que asistieran. Durante el miércoles 28 de noviembre, el príncipe heredero de Arabia Saudita Mohamed bin Salmán y el presidente francés Emmanuel Macron fueron los primeros líderes del G-20 en llegar a Argentina. El presidente ruso Vladímir Putin fue el último mandatario en llegar a la capital argentina. La canciller alemana Angela Merkel debió retornar a su país debido a un desperfecto en su avión oficial, viajando posteriormente en un vuelo comercial.
Antes del comienzo de la cumbre ocurrió un sismo de magnitud 3,8º en la escala de Richter a las 10:27 UTC-3 con epicentro a 32 km al sur de la ciudad de Buenos Aires, en el barrio privado La Horqueta en el partido de Esteban Echeverría (34°54′14.4″S 58°28′58.8″O / -34.904000, -58.483000), sin que se reporten heridos, ni evacuaciones de emergencia ni daños materiales.

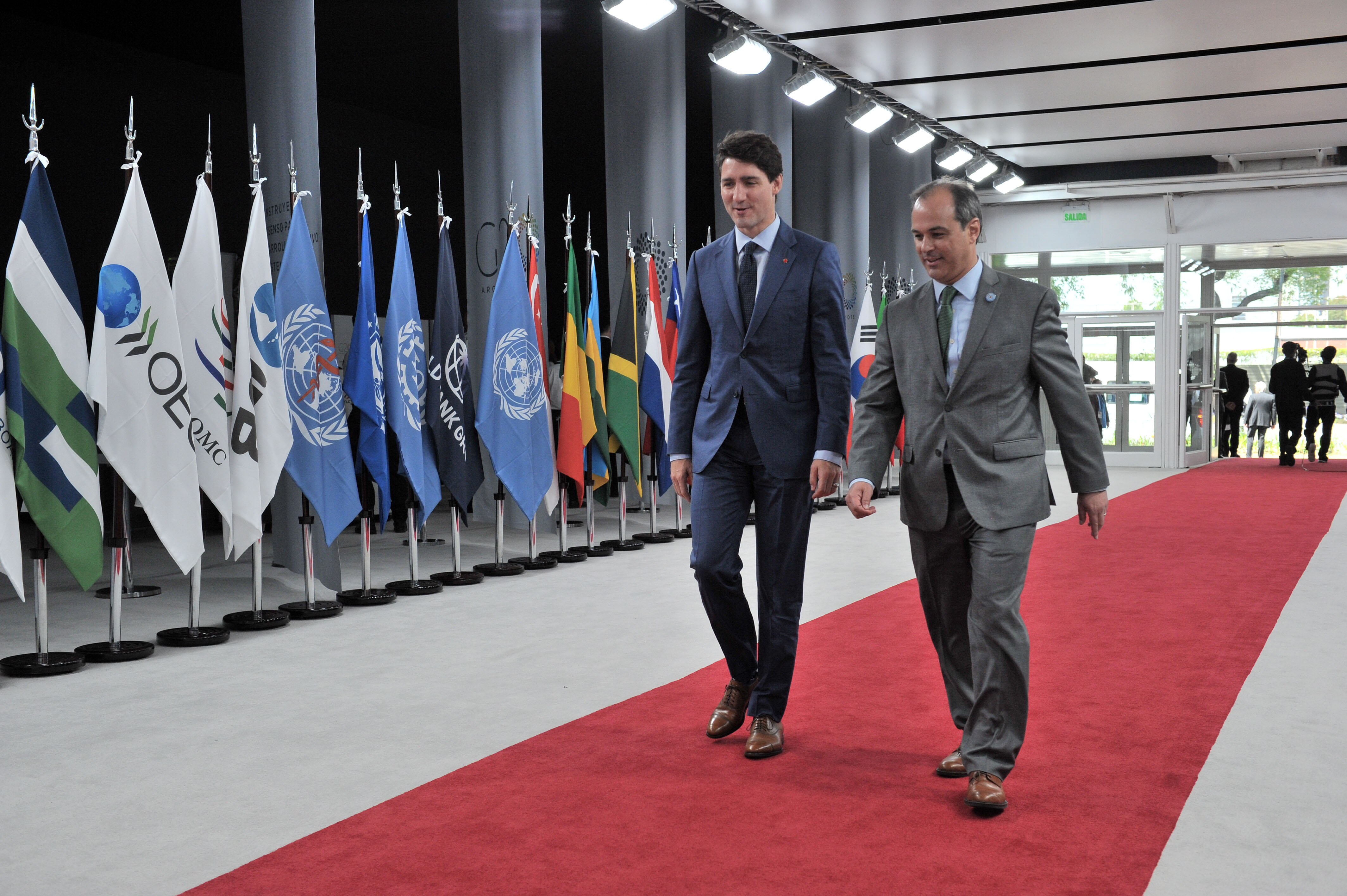
El primer ministro de Canadá Justin Trudeau ingresa al centro Costa Salguero.

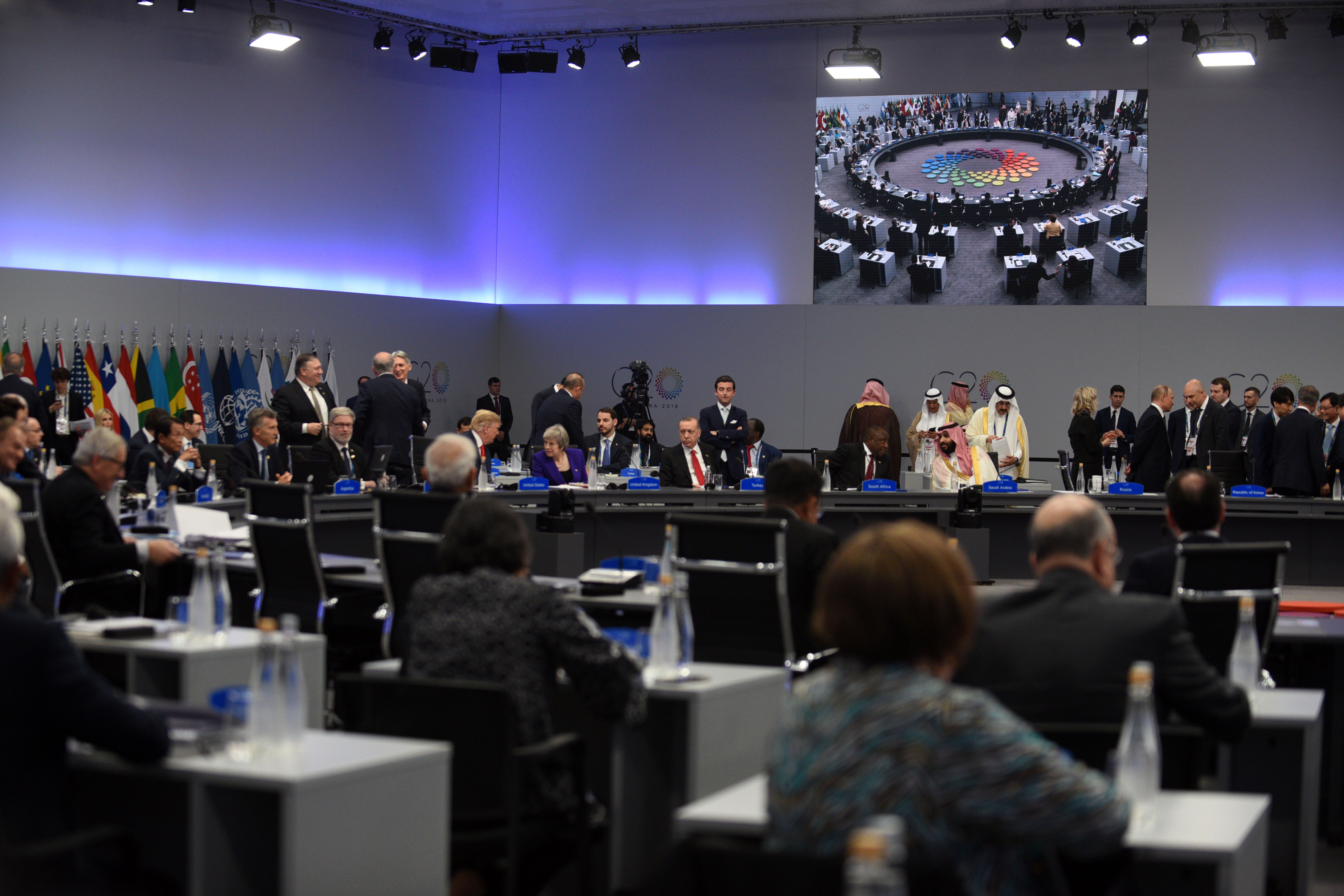
Sesión plenaria.

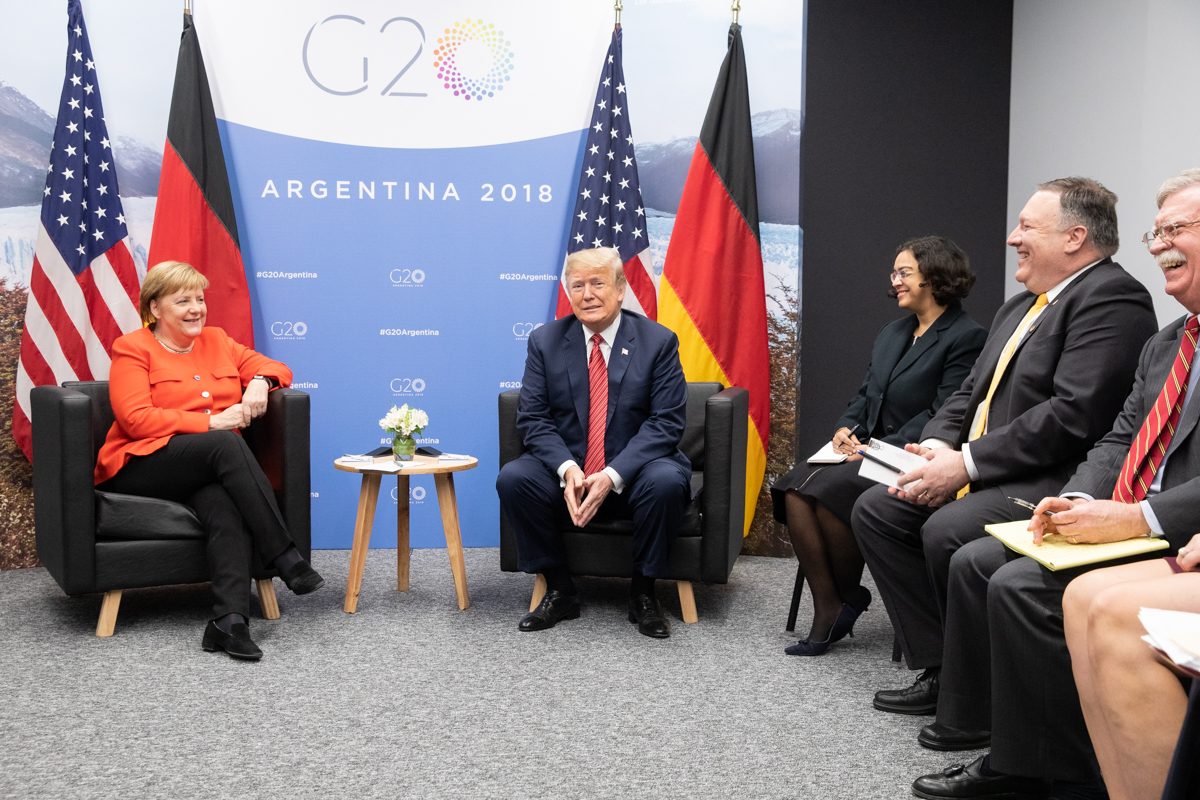
Reunión bilateral entre la canciller de Alemania Angela Merkel y el presidente de Estados Unidos Donald Trump.

| Viernes 30 de noviembre | Viernes 30 de noviembre                                                                                          |
| ----------------------- | --- |
| 10:00                   | Llegada de los líderes al Centro Costa Salguero                                                                  |
| 10:30 - 12:00           | Retiro de líderes: reunión privada de los mandatarios a agenda abierta moderada por el presidente Mauricio Macri |
| 12:00                   | Fotografía Oficial de Líderes del G20                                                                            |
| 12:30                   | Discurso de apertura a cargo del presidente Mauricio Macri                                                       |
| 13:00 - 14:30           | Primera sesión plenaria con almuerzo de trabajo bajo la consigna "Poniendo a las personas en primer lugar"       |
| 14:30 - 15:15           | Coffee break y reuniones bilaterales                                                                             |
| 15:15 - 16:45           | Segunda sesión plenaria bajo la consigna "Construyendo consenso"                                                 |
| 18:30 - 22:00           | Cena de gala en el Teatro Colón                                                                                  |
| Sábado 1 de diciembre   | |
| 10:00 - 11:30           | Tercera sesión plenaria                                                                                          |
| 11:30 - 12:15           | Coffee break y reuniones bilaterales                                                                             |
| 12:15 - 14:15           | Cuarta sesión plenaria con almuerzo de trabajo bajo la consigna "Aprovechando las oportunidades"                 |
| 14:15 - 14:45           | Clausura y adopción de la Declaración de la Cumbre del G20                                                       |
| 14:45                   | Conferencia de prensa del presidente Mauricio Macri                                                              |

#### Viernes 30 de noviembre

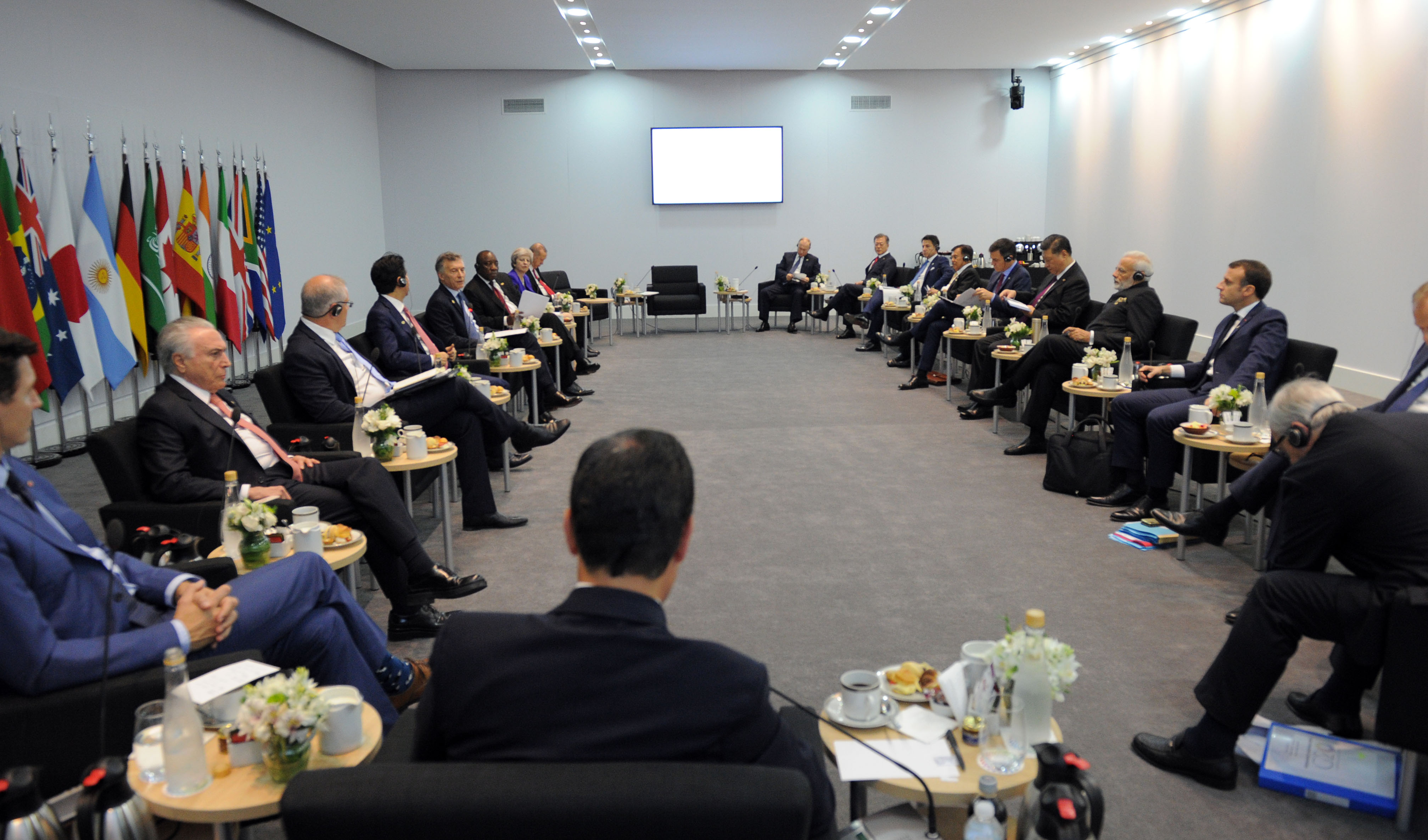
Retiro de líderes.

A las 10 de la mañana comenzó la cumbre en el centro de exposiciones Costa Salguero con "el retiro", una reunión a puertas cerradas entre los miembros permanentes más España sin asesores, moderado por el anfitrión Mauricio Macri. Los únicos que no asistieron fueron el presidente de Estados Unidos Donald Trump y la canciller de Alemania Angela Merkel. El tema de conversación fue "un futuro equitativo y sostenible" planteando "la necesidad de repensar la cumbre ya que se imponen actualizaciones para la estabilidad y gobernabilidad del mercado mundial", entre otras cuestiones, un sistema de reglas para la globalización y preparaciones para futuras crisis económicas.

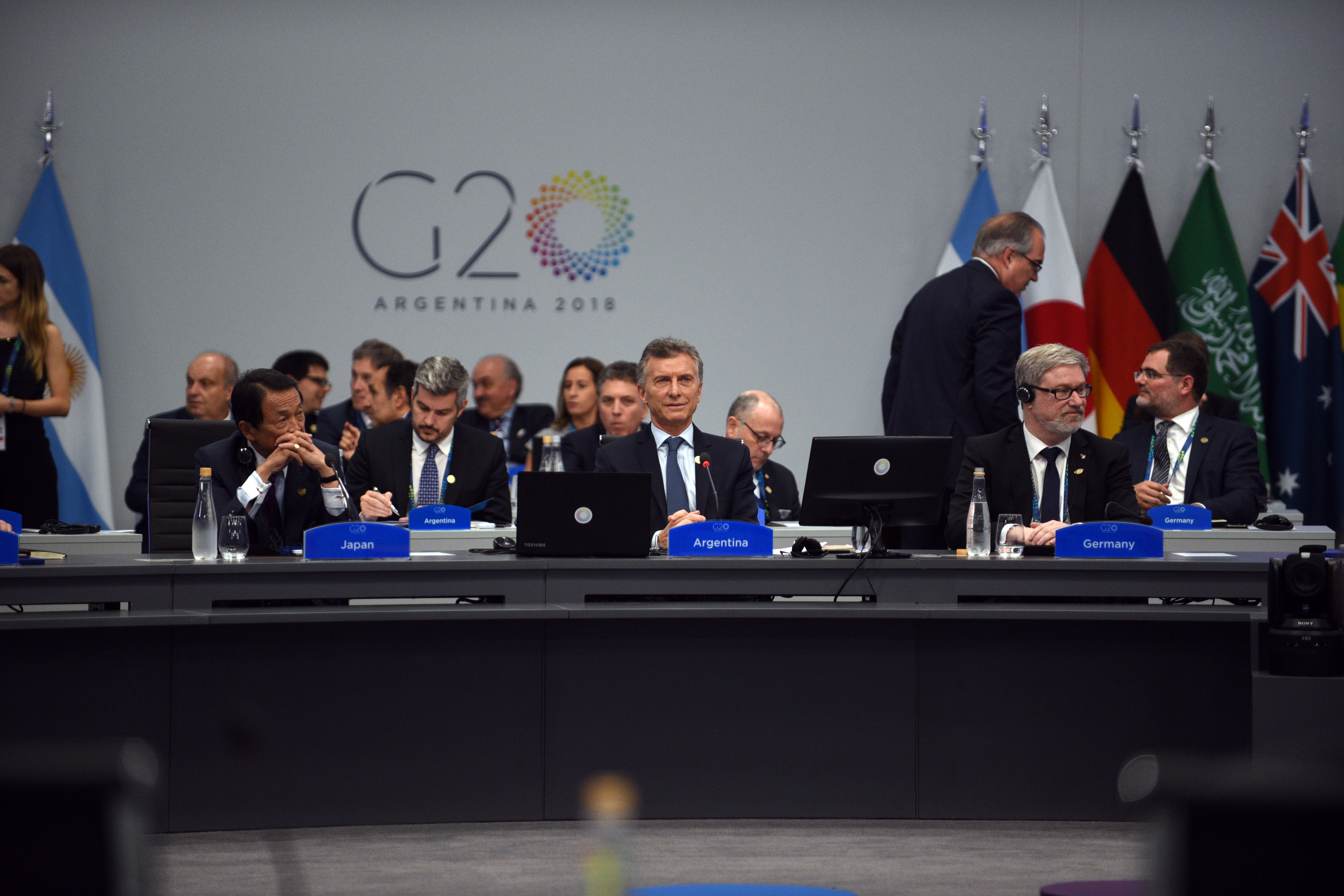
El presidente Mauricio Macri inaugura las sesiones del G20.

Durante el discurso inaugural, el presidente Mauricio Macri agradeció el apoyo a la organización del evento "tras años de aislamiento" y orientó su discurso a la búsqueda de desarrollar políticas conjuntas entre los países para los próximos 10 años, mencionando el hecho de actuar con la misma urgencia que en la primera cumbre en 2008 ante la crisis económica mundial, los avances tecnológicos como nanotecnología, inteligencia artificial, robótica, impresión 3D; y se refirió al expresidente de Sudáfrica Nelson Mandela como promotor del diálogo y de la lucha contra la pobreza.

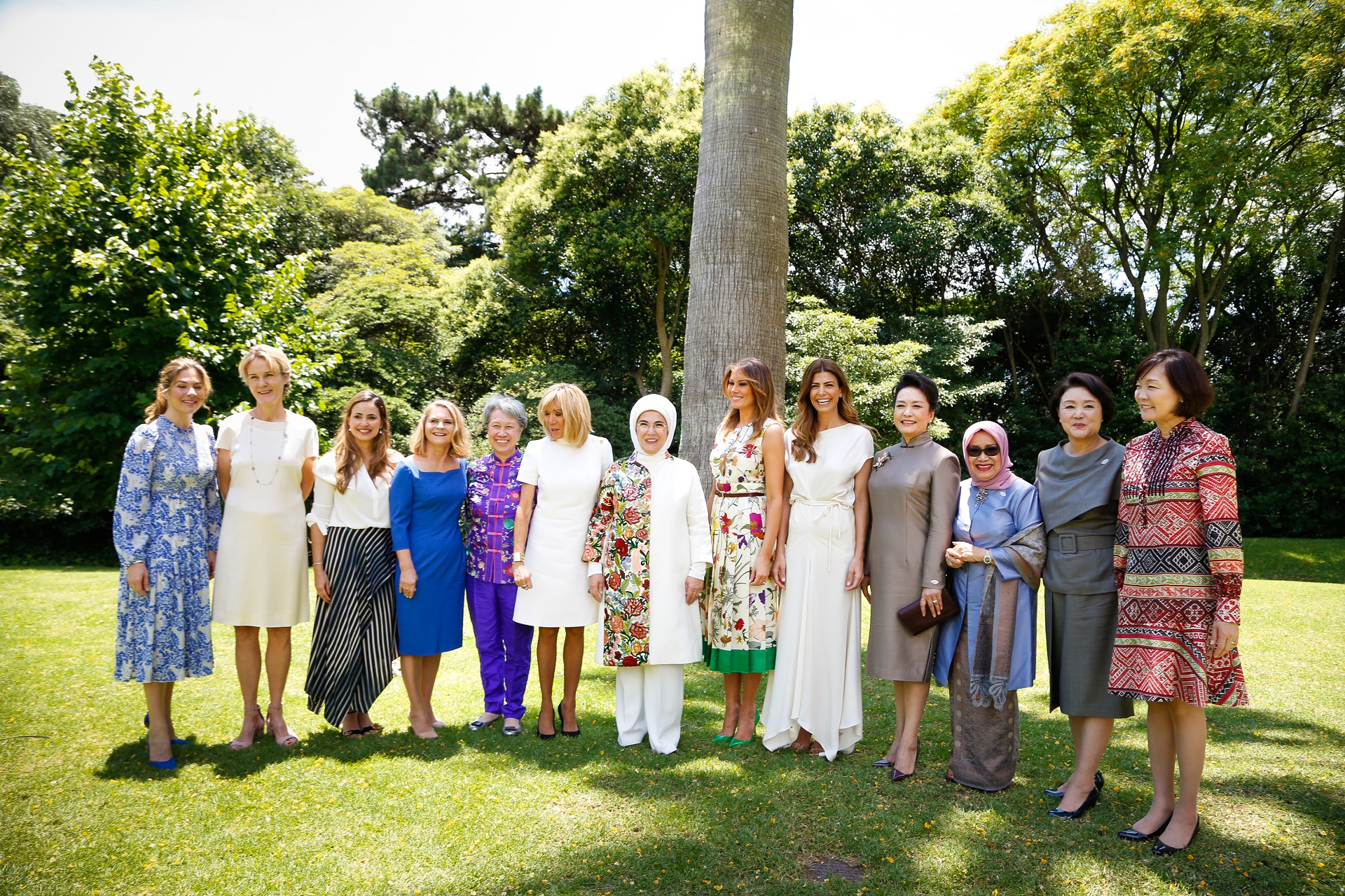
La primera dama de la Argentina, Juliana Awada, recibió en Villa Ocampo a las primeras damas y acompañantes de los jefes de Estado y Gobierno que asisten a la Cumbre de Líderes del G20. El encuentro, en el marco del Programa de Acompañantes, incluyó una recepción y un almuerzo en la residencia.

Hacia el mediodía, en el museo Villa Ocampo, antigua casa de la escritora Victoria Ocampo, se dio inicio al programa de acompañantes con un almuerzo, donde la primera dama Juliana Awada recibió a las primeras damas y primeros caballeros, brindando un discurso donde menciona el rol de Ocampo en la historia argentina y su lucha por los derechos de las mujeres y la igualdad de género.

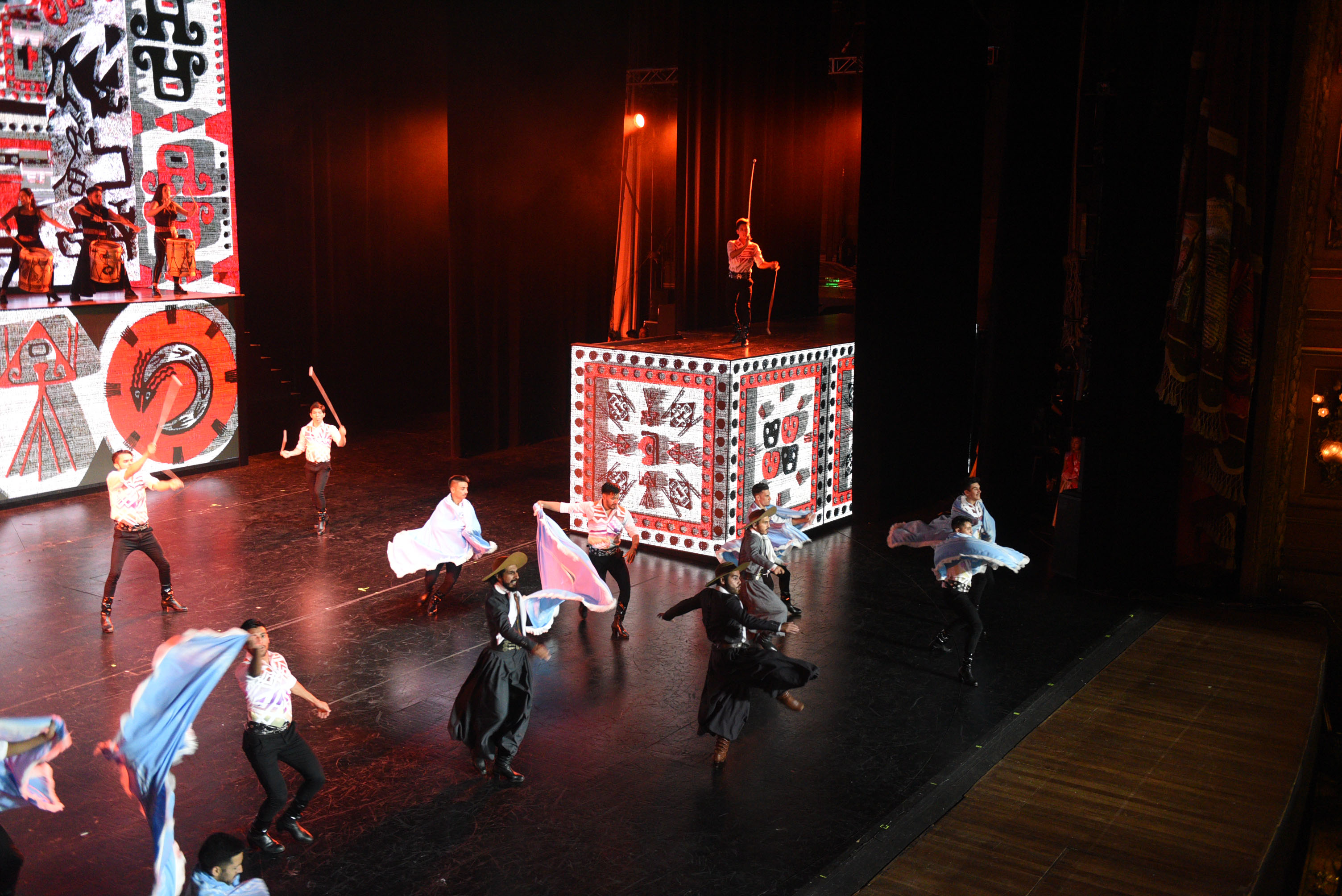
Performance en el Teatro Colón

Al final del día se desarrolló una cena de gala en el teatro Colón. Mil invitados, entre comitivas oficiales, funcionarios y personalidades argentinos fueron recibidos por el presidente Mauricio Macri, disfrutaron de un cóctel de bienvenida y del espectáculo 'Argentum', un show de música y bailes que reflejan la diversidad artística, cultural y paisajista de Argentina, con dirección de Ricardo Pashkus, dividida en secciones que representan a las regiones culturales. Participaron 84 bailarines y 75 músicos que integraron una orquesta sinfónica. Entre las coreografías se destacan la bailarina Mora Godoy, que interpretó la pieza de tango, y el bailarín Julio Bocca en chamamé. Después los líderes y acompañantes compartieron una comida en el Salón Dorado del teatro.

#### Sábado 1 de diciembre

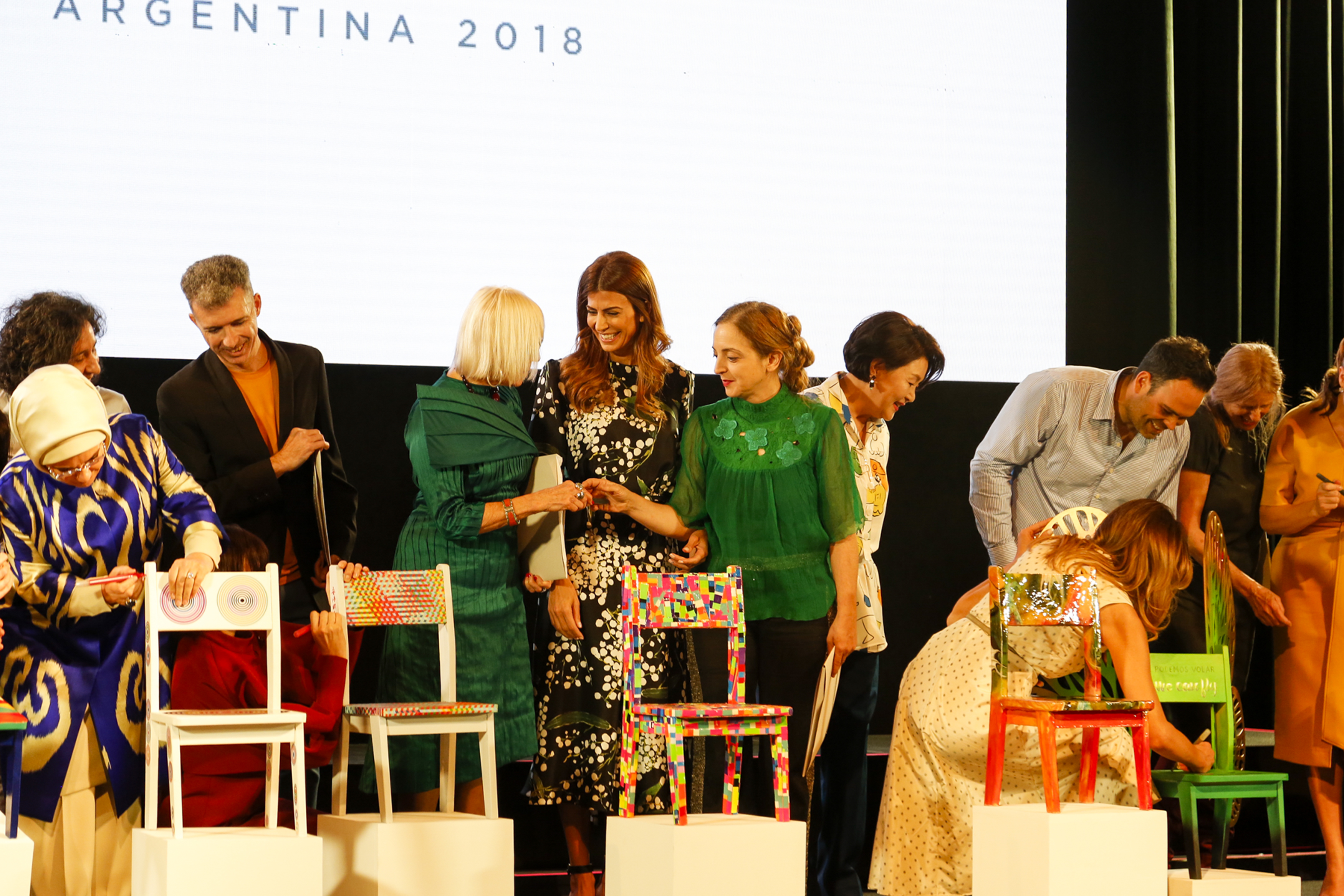
Visita del programa de acompañantes al museo MALBA.

Los acompañantes de los mandatarios visitaron el Museo de Arte Latinoamericano de Buenos Aires acompañados por la primera dama Juliana Awada, la reina de los Países Bajos Máxima Zorreguieta, la ministra de Salud y Desarrollo Social Carolina Stanley y artistas locales como Marta Minujín, Cynthia Cohen y Nicola Costantino. Allí la primera dama Juliana Awada brindó un discurso sobre "la importancia de comprometerse con la primera infancia" y lanzó el proyecto social de realizar intervenciones artísticas en Espacios de Primera Infancia (EPI) a través de talleres. Luego se realizó una exposición de sillas intervenidas por artistas que fueron firmadas por los acompañantes, quienes recibieron como regalo objetos creados por ellos.

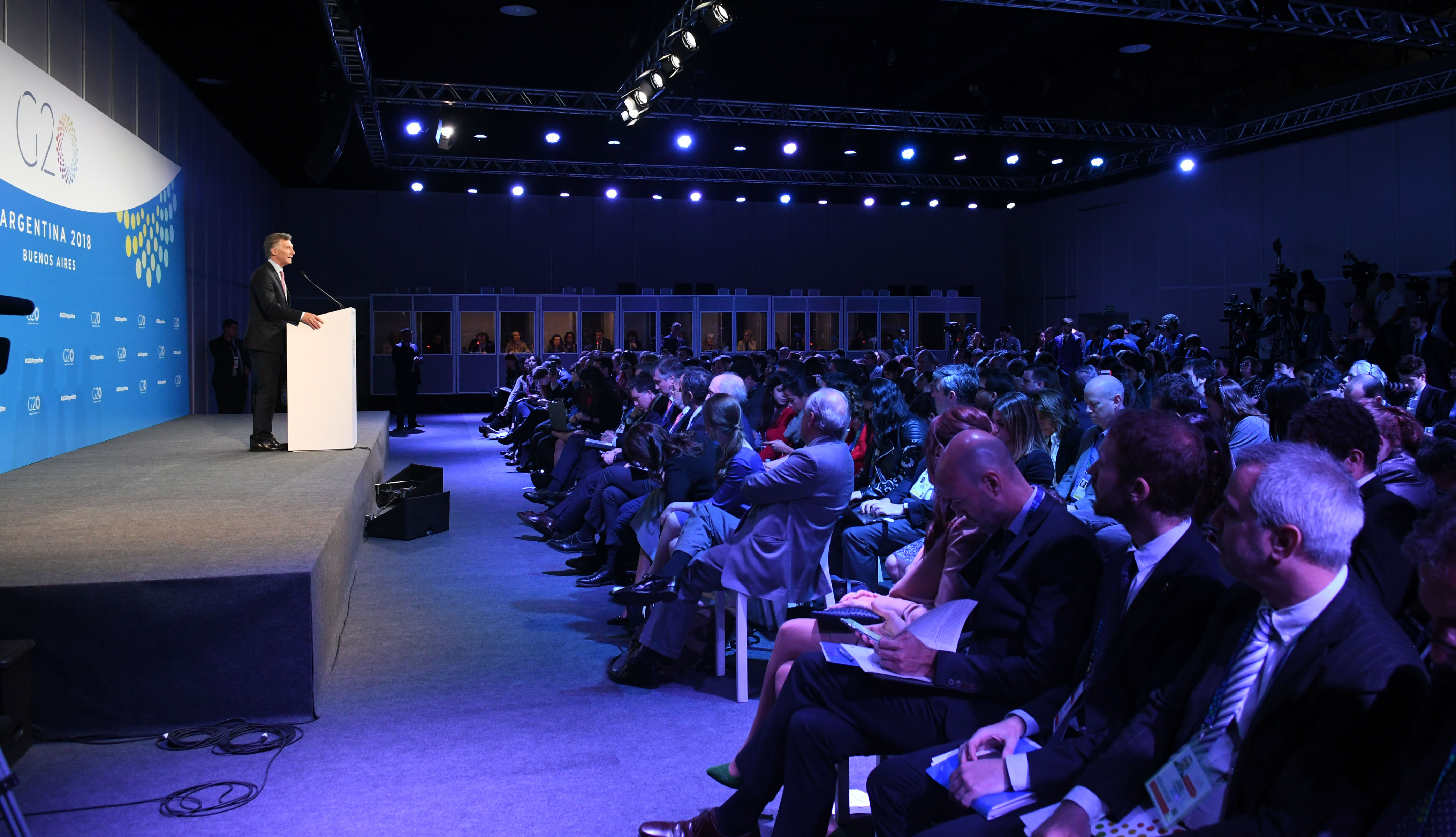
El presidente Mauricio Macri brinda la conferencia de prensa como anfitrión.

Luego de la última sesión plenaria, el presidente anfitrión Mauricio Macri brindó una conferencia de prensa donde celebró el acuerdo de un documento final que "apuesta al comercio creciente y equitativo", felicitó la organización del evento, la seguridad, los artistas del teatro Colón y la búsqueda del diálogo; mencionó las inversiones de China "no como una amenaza sino como una oportunidad de trabajo y desarrollo" y sobre la cuestión de la soberanía de las islas Malvinas con el Reino Unido, "ambos países no cederán ante sus reclamos".

## Resultados

### Nuevo tratado de América del Norte

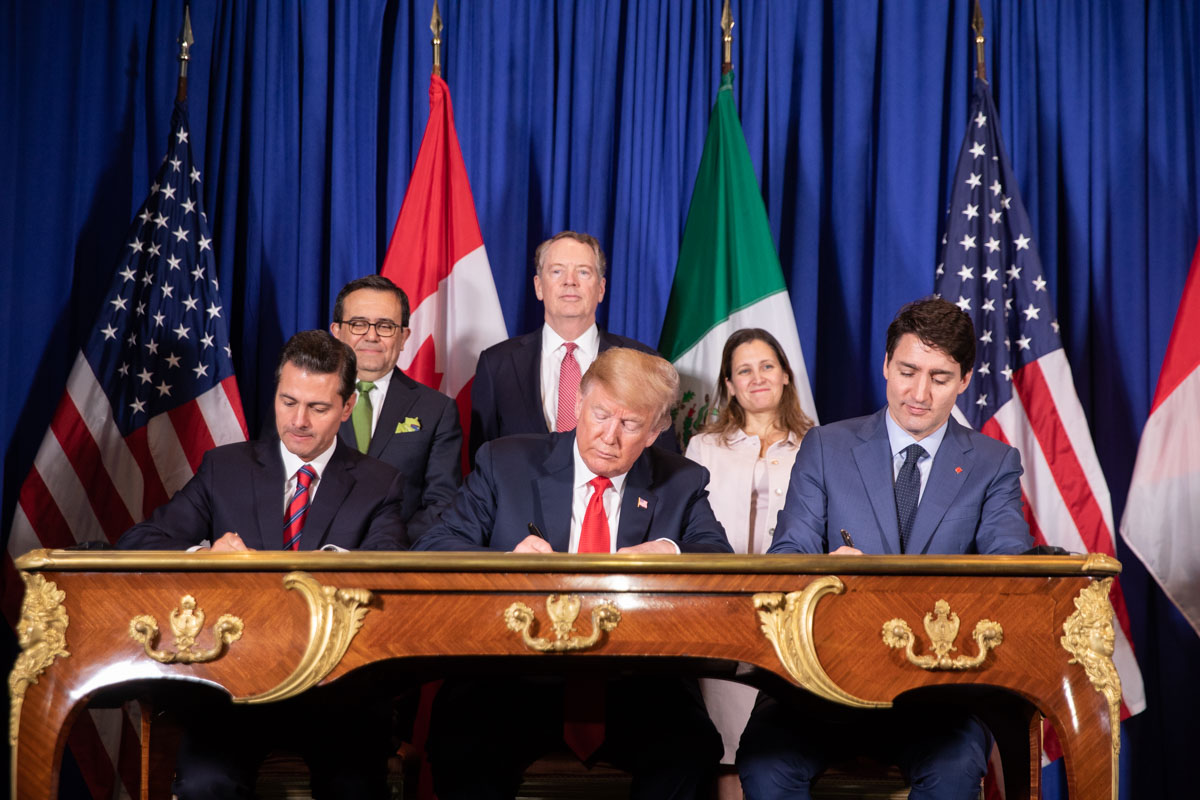
Firma del T-MEC en Buenos Aires.

Antes del inicio formal de la cumbre, los presidentes Peña Nieto y Trump y el primer ministro Trudeau firmaron el Tratado entre México, Estados Unidos y Canadá (T-MEC), el acuerdo sucesor del Tratado de Libre Comercio de América del Norte de 1994 (NAFTA), tras las negociaciones iniciadas entre Estados Unidos y México durante 2017 y la llegada a un acuerdo el 30 de septiembre de 2018. Entre los cambios se encuentran:
- Al menos el 75% de partes de automóviles deben fabricarse en América del Norte.
- Entre 40% y 45% del automóvil debe ser producido por trabajadores cuyo sueldo no debe ser inferior a los 16 dólares estadounidenses por hora.
- Mayor acceso al mercado de Canadá a los productos lácteos de Estados Unidos.
- Incluye nuevas provisiones sobre comercio digital y propiedad intelectual.
- Cláusula que impide a los miembros alcanzar acuerdos comerciales con países que no son del mercado.

### Documento final
El documento final fue firmado por todos los miembros el 1 de diciembre bajo el título "Construyendo consenso para un desarrollo justo y sostenible" e incluye treinta y un puntos en seis páginas sobre el comercio internacional, el cambio climático y la protección del medio ambiente, el cambio tecnológico y la lucha contra la corrupción, además de objetivos en educación, salud, igualdad de género y protección laboral. Recuerda los 10 años del foro y su importancia como mecanismo para construir consensos y mejorar las reglas internacionales para enfrentar los cambios mundiales. Entre ellos se encuentran:
- Reforma de la Organización Mundial de Comercio
- No se menciona la palabra "proteccionismo", ni "libre comercio" ni "multilateralismo"
- Plan de acción contra la corrupción y el conflicto de intereses 2019-2021
- Deuda pública sostenible
- Fortalecer la seguridad financiera mundial a través de la revisión de los programas y la política de límites de deuda del Fondo Monetario Internacional
- Promover la formalización laboral y sistemas de protección social fuertes
- Acciones para erradicar el trabajo infantil, el tráfico de personas y la esclavitud moderna
- Compromiso a implementar el acuerdo de París para el cambio climático. Estados Unidos ratifica su retiro del acuerdo.
- Lograr sistemas de energía más limpios
- Abordar las causas de los desplazamientos de refugiados y las necesidades humanitarias, la desnutrición, el sobrepeso y la obesidad infantil; y acabar con el HIV/SIDA, la tuberculosis y la malaria.

### Reunión entre Donald Trump y Xi Jinping
En el marco de la guerra comercial entre China y Estados Unidos, los presidentes de Estados Unidos Donald Trump y de China Xi Jinping acordaron frenar la imposición de aranceles después del 1 de enero de 2019, y una suspensión de 90 días a la búsqueda de un acuerdo entre ambas partes.

## Contexto

### Ataques de bomba
Dos ataques de bomba ocurrieron el 14 de noviembre, días antes de la Cumbre. El juez Claudio Bonadío, fue atacado en su casa; sus guardaespaldas detuvieron al autodenominado anarquista Marco Viola, y la bomba fue desmantelada por un escuadrón de bombas de la policía.[cita requerida] Anahí Esperanza Salcedo, quien se identifica como anarquista y feminista radical, trató de poner una bomba casera la tumba del jefe de policía Ramón Lorenzo Falcón en el cementerio de la Recoleta, pero su bomba explotó antes de tiempo y fue hospitalizada con heridas en la mano y la cara. Ambos ataques fueron hechos con dispositivos explosivos improvisados. Después de esos acontecimientos, el gobierno del Reino Unido bajó su alerta de terrorismo para Buenos Aires de  "muy probable" a "probable".

### Asalto a experto canadiense
El 28 de noviembre, dos días antes de que comenzara la cumbre, el canadiense John Kirton, director del Grupo de Investigación del G7 y del G20 en la Universidad de Toronto, fue atacado en Puerto Madero por dos jóvenes quienes lo sujetaron por la espalda y lo empujaron al suelo, sin lograr robarle nada ante la ayuda de dos mujeres que forcejearon con los delincuentes. Luego del frustrado asalto, Kirton escribió en su cuenta de Twitter "Después de 31 cumbres G7, doce del G20 y una de los BRICS desde 1988, mi suerte y la seguridad del anfitrión finalmente se agotaron. No llores por mí, llora por Argentina" y llamó a tomar precauciones, mencionando que sus colegas no deben estar solos ni confiar en la policía local.

### Guerra comercial entre China y Estados Unidos
El presidente Donald Trump impuso aranceles sobre productos chinos e importaciones de acero y aluminio de otros países que alcanzaron los 300000 millones de dólares, al exigir que Beijing ponga fin a prácticas comerciales, acusándolos de aprovecharse y mantener un superávit abultado. China aplicó medidas recíprocas contra productos de consumo pero provocó una caída del crecimiento económico del 6,5% en el tercer trimestre de 2018.
Desde hace 10 años, China expandió su influencia sobre el Pacífico a través de la iniciativa "Un cinturón, una ruta" para crear una conexión terrestre y marítima hacia Europa, ampliando las capacidades de su marina con la compra y despliegue de tres portaaviones, y la construcción de islas artificiales y bases militares en el Mar del Sur de China.
Frente a esto buques estadounidenses navegan en aguas internacionales cercanas al mar, provocando la reacción del gobierno chino que lo califica como una provocación. El gobierno de Estados Unidos defiende la libre navegación y desconoce la soberanía china sobre el mar.

### Cambio climático y Acuerdo de París de 2017
Cruce entre el presidente de Francia Emmanuel Macron y el presidente electo de Brasil Jair Bolsonaro, luego de que el primero pretenda incluir en el documento final al calentamiento global y reforzara el acuerdo de París después de que Estados Unidos se retirara en junio de 2017. Bolsonaro afirmó que no se someterá a planteos de otros países, lo que dificulta las negociaciones comerciales entre el Mercosur y la Unión Europea.

### Anulación de reunión entre Donald Trump y Vladímir Putin
Ambos tenían una reunión pactada en Buenos Aires para el 1 de diciembre para discutir "la seguridad estratégica, el desarme y los conflictos regionales", pero el 29 de noviembre Trump canceló el encuentro, tras el agravamiento del conflicto entre Rusia y Ucrania, luego de que guardacostas rusos tomaran el control de tres buques de la Marina ucraniana en el mar Negro, cerca de la península ucraniana de Crimea, anexionada por Rusia en 2014, disparando contra ellos y dejando tres heridos entre los tripulantes. Desde la anexión de Crimea, Estados Unidos, la Unión Europea, Canadá y Australia han impuesto sanciones económicas contra Rusia.
Trump está bajo investigación por la presunta injerencia rusa en las elecciones presidenciales de 2016 a través de campañas sucias y ciberataques contra la candidata demócrata Hilary Clinton. El mandatario estadounidense anunció en octubre de 2018 el retiro del Tratado de limitación de armas atómicas de alcance medio (INF), firmado en 1987 para reducir los arsenales de armas de destrucción masiva en ambos países.
El Reino Unido también se encuentra en relaciones tensionadas con Moscú luego de que agentes de la inteligencia rusa intentaran asesinar al exespía ruso Serguéi Skripal con un agente químico en una ciudad al sur de Inglaterra.
La guerra civil siria que azota ese país desde 2011 con 500000 muertos, cinco millones de refugiados y siete millones de desplazados, es el terreno donde se enfrentan las tropas de Estados Unidos y Reino Unido, quienes apoyan a un sector de los rebeldes liderado por los kurdos, y Rusia que presta su apoyo al gobierno de Bashar al Assad.

### Asesinato del periodista Jamal Khashoggi
El 2 de octubre de 2018, el periodista saudita Jamal Khashoggi entró al consulado de su país en Estambul, Turquía donde fue asesinado por servicios de inteligencia como parte de un asesinato político ordenado desde la cúpula de poder. La CIA cargó entonces contra el príncipe heredero Mohammed bin Salman, hijo del actual rey y promotor del reformismo de la monarquía, quien también es ministro de Defensa y criticado por intervenir en la guerra civil de Yemen. El presidente francés Emmanuel Macron afirmó ser favorable a una "asociación" de la comunidad internacional en la investigación sobre el asesinato de Jamal Khashoggi.
El 28 de noviembre, la organización Human Rights Watch le pidió a la Justicia argentina que investigue al príncipe por presuntos crímenes de guerra en Yemen y por el asesinato de Khashoggi en la embajada saudita en Turquía, a comienzos de octubre pasado. La causa recayó en el juez federal Ariel Lijo y en el fiscal Ramiro González, quienes ahora deberán determinar si esos hechos pueden ser estudiados bajo jurisdicción argentina.

## Protestas

### Contracumbres

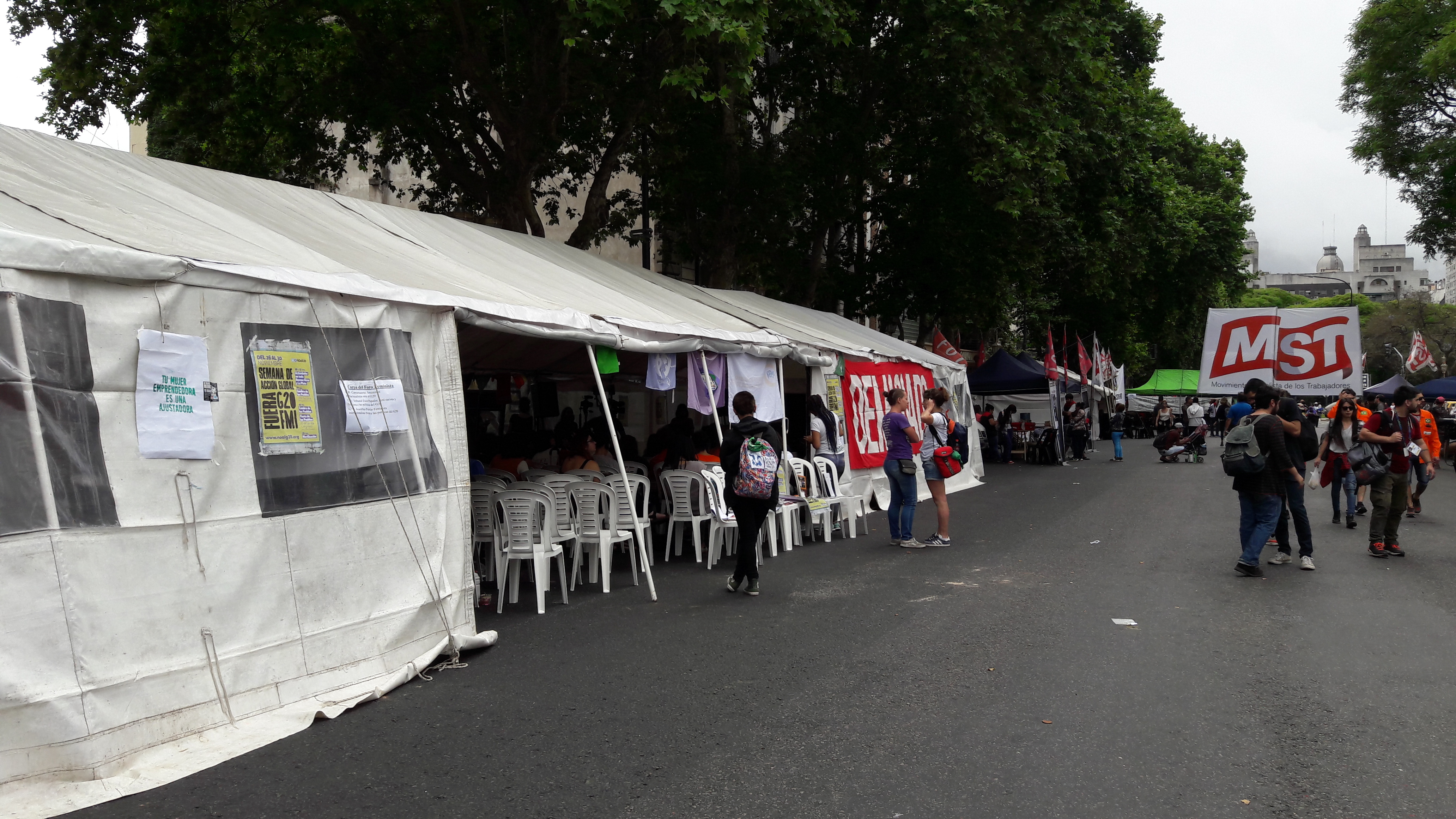
«Cumbre de los Pueblos», en la Plaza del Congreso, en la mañana del 29 de noviembre.

El Consejo Latinoamericano de Ciencias Sociales (CLACSO) organizó el primer Foro Mundial de Pensamiento Crítico (denominado «contracumbre»), que tuvo lugar en la semana previa al evento del G20. Asistieron otros políticos como la expresidenta brasileña Dilma Rousseff, el vicepresidente boliviano Álvaro García Linera, el expresidente colombiano Ernesto Samper y la activista de derechos humanos Estela de Carlotto. El expresidente uruguayo José Mujica también fue invitado, pero se negó a participar en la contracumbre para evitar dañar las relaciones entre Argentina y Uruguay. En el evento, la expresidenta argentina Cristina Fernández de Kirchner criticó las políticas económicas de Mauricio Macri y los préstamos del FMI que recibió, a la vez que rechazó utilizar el término «contracumbre» para hacer referencia al foro.
En los días previos a la cumbre se llevó a cabo la «semana de acción global Fuera G20 y FMI», encabezada por organizaciones y movimientos sociales, además de agrupaciones políticas y sindicales, agrupadas bajo la denominada «Confluencia Fuera G20 y FMI», liderada por el premio Nobel de la Paz Adolfo Pérez Esquivel. La semana inició con un seminario el 26 de noviembre, realizándose luego un foro el día 28 y una feria el día 29, titulada «Cumbre de los Pueblos», en la Plaza del Congreso. Durante esos días se llevaron a cabo conciertos, disertaciones, debates, ferias, foros, seminarios y talleres, donde se trataron temas como el feminismo, independencia, neoliberalismo y soberanía. También se incluyeron protestas contra Donald Trump.
La semana finalizó con una manifestación el 30 de noviembre. Bajo las consignas «Fuera G20, fuera FMI» y «No al G20, Abajo el acuerdo Macri – FMI. Fuera Trump y demás líderes imperialistas. Fuera Bolsonaro. Por el no pago de la deuda externa. No al ajuste, la entrega y la represión» miles de personas participaron de la marcha contra la cumbre convocada por organizaciones sociales y grupos de izquierda como la Corriente Clasista y Combativa y el movimiento Barrios de Pie, en la plaza del Congreso. Fueron detenidos ocho personas, dos dirigentes de izquierda por tener 25 handies de comunicación y seis jóvenes de organizaciones sociales, por la policía de la Ciudad de Buenos Aires, quienes cambiaron su sentido de caminata portando en sus mochilas bolitas de vidrio, bulones, tornillos y gajos de limón. El discurso fue leído por la madre de Plaza de Mayo Nora Cortiñas, donde menciona el repudio al imperialismo y la «sumisión de Macri ante las políticas del G20 que condenan a una deuda impagable y al ajuste eterno». Durante la protesta, manifestantes quemaron un muñeco de Trump y una bandera estadounidense.